# Zabranjena ljubav (2. sezona)
Druga sezona serije Zabranjena ljubav je emitovana od 5. septembra 2005. godine do 30. juna 2006. godine i broji 215 epizoda.

## Opis
Tokom druge sezone se dosta toga dešava - Lana počinje da živi bez majke pa i sama posle odlazi, Matija odlazi u London pa posle u Australiju, Leon strada, Lidija odlazi u Italiju, Danijel pada sa broda, Biserkini brat Zlatko i bratanica Ana dolaze, Josip odlazi u Avganistan, Maja se vraća u Knin, Ljubo se vraća kući, a Petra i Karolina doživljavaju saobraćajnu nesreću. Takođe, druga sezona je jedina sezona osim treće koja broji 215. epizoda.

## Uloge

### Glavne
- Zoran Pribičević kao Danijel Lončar (epizode 1-200)
- Anita Beriša kao Petra Novak
- Vesna Tominac Matačić kao Karolina Novak
- Velimir Čokljat kao Stjepan Novak
- Mario Valentić kao Borna Novak
- Antonija Šola kao Tina Bauer
- Marin Knežević kao Leon Bauer (epizode 1-65)
- Katja Zupčić kao Lidija Bauer (epizode 1-135)
- Mario Mlinarić kao Jakov Barišić (epizode 136-215)
- Marina Kostelac kao Vesna Kos (epizode 1-35)
- Petra Kurtela kao Lana Kos
- Filip Riđički kao Matija Lončar (epizode 1-140)
- Ivan Martinec kao Ljubo Carević (epizode 1-95)
- Dejan Marcikić kao Igor Carević
- Marko Čabov kao Nikola Benčić (epizode 141-215)
- Jozo Šuker kao Antun Benčić (epizode 201-215)
- Nada Roko kao Nada Barić
- Mirna Medaković kao Maja Vuković (epizode 1-70, 76-80)
- Marija Kobić kao Iva Lončar
- Dražen Mikulić kao Josip Lončar (epizode 1-70, 76-80)
- Vanja Matujec kao Biserka Lončar
- Mirsad Tuka kao Zlatko Fijan (epizode 71-75, 81-215)
- Jelena Perčin kao Ana Fijan (epizode 71-75, 81-215)

### Epizodne
- Filip Riđički kao Matija Lončar (epizode 141-145, 149-153)
- Mario Mlinarić kao Jakov Barišić (epizode 1, 4-6, 8, 10, 12-13, 15, 17, 20, 22-24, 24-28, 30-31, 33-36, 39, 42, 44-45, 47-50, 56-59, 61, 63-70, 72-79, 82-92, 92-95, 96-104, 107, 114-115, 117-118, 123-125, 127-132, 134-135)
- Dražen Mikulić kao Josip Lončar (epizode 195-206)
- Mirsad Tuka kao Zlatko Fijan (epizode 62-64, 66-70, 76, 78-79)
- Jelena Perčin kao Ana Fijan (epizode 60-64, 67-70, 76-80)
- Marko Čabov kao Nikola Benčić (epizode 122, 124-126, 128-132, 134-136, 139-140)
- Jozo Šuker kao Antun Benčić (epizode 194-195)

## Epizode
| Бр. еп. (укупно) | Бр. еп. (у сезони) | Наслов          | Редитељ            | Сценариста | Премијера          |
| --- | ------------------ | --------------- | ------------------ | --- | ------------------ |
| 181 | 1                  | "Epizoda 2.1"   | Mirna Miličić      | Nikolina Čuljak, Tomislav Hrpka, Luka Rukavina, Sanja Kovačević, Marijana Nola, Dorotea Vučić, Tomislav Štefanac, Matija Kluković i Ivana Mišetić                                 | 5. septembar 2005  |
| Priča sa kraja prethodne sezone se nastavlja. Nada i Barbara su primljene u bolnicu gde dolaze i Danijel, Josip, Biserka, Iva, Saša, Maks i ostali koji strahuju šta će biti sa njima dvema. |                    |                 |                    | |                    |
| 182 | 2                  | "Epizoda 2.2"   | Mirna Miličić      | Nikolina Čuljak, Tomislav Hrpka, Luka Rukavina, Sanja Kovačević, Marijana Nola, Dorotea Vučić, Tomislav Štefanac, Matija Kluković i Ivana Mišetić                                 | 6. septembar 2005  |
| Nada i Barbara se polako bude i dolaze svesti. U međuvremenu, Igor dobija novog zastupnika koji mu otkriva neke nove podatke koji bi mogli da ga izvuku iz zatvora, a Lana otkriva ko je novi dečko njene majke. |                    |                 |                    | |                    |
| 183 | 3                  | "Epizoda 2.3"   | Mirna Miličić      | Nikolina Čuljak, Tomislav Hrpka, Luka Rukavina, Sanja Kovačević, Marijana Nola, Dorotea Vučić, Tomislav Štefanac, Matija Kluković i Ivana Mišetić                                 | 7. septembar 2005  |
| Nada hoće da izađe iz bolnice, ali joj lekari govore da još nije vreme. Sa druge strane, Lana počinje polako da prihvata vezu svoje majke i Luke Pinjuha, dok Danijel i dalje obilazi Barbaru u bolnici. |                    |                 |                    | |                    |
| 184 | 4                  | "Epizoda 2.4"   | Mirna Miličić      | Nikolina Čuljak, Tomislav Hrpka, Luka Rukavina, Sanja Kovačević, Marijana Nola, Dorotea Vučić, Tomislav Štefanac, Matija Kluković i Ivana Mišetić                                 | 8. septembar 2005  |
| Barbaru odvode u psihijatrijsku bolnicu. Leon i Jakov se polako zbližavaju, a Ljubo odlazi kod Igora u posetu koji mu govori vesti koje mu je preneo novi zastupnik koji ga zastupa. Matija odlazi sa Lanom i Tihanom u diskoteku. |                    |                 |                    | |                    |
| 185 | 5                  | "Epizoda 2.5"   | Mirna Miličić      | Nikolina Čuljak, Tomislav Hrpka, Luka Rukavina, Sanja Kovačević, Marijana Nola, Dorotea Vučić, Tomislav Štefanac, Matija Kluković i Ivana Mišetić                                 | 9. septembar 2005  |
| Biserka doživljava potres kada je Matija primljen u bolnicu jer se izgleda predozirao. Nakon izlaska iz bolnice, Matiju preuzima Josip koji pokušava da sazna ko mu je dao drogu, ali Matija govori da je drogu dobio od nekog čoveka koga nije dobro video. |                    |                 |                    | |                    |
| 186 | 6                  | "Epizoda 2.6"   | Boštjan Vrhovec    | Nikolina Čuljak, Tomislav Hrpka, Luka Rukavina, Sanja Kovačević, Marijana Nola, Dorotea Vučić, Tomislav Štefanac, Matija Kluković i Ivana Mišetić                                 | 12. septembar 2005 |
| Igorov zastupnik dolazi u dom Kosovih i saopštava Vesni i Luki šta je otkriveno u Igorom slučaju i da će Tomislav biti ekshumiran, a Vesna ga izbacuje napolje. |                    |                 |                    | |                    |
| 187 | 7                  | "Epizoda 2.7"   | Boštjan Vrhovec    | Nikolina Čuljak, Tomislav Hrpka, Luka Rukavina, Sanja Kovačević, Marijana Nola, Dorotea Vučić, Tomislav Štefanac, Matija Kluković i Ivana Mišetić                                 | 13. septembar 2005 |
| Robert Denona, Tinin i Leonov otac, se vratio u Zagreb tako da Bauerovi pokušavaju da se naviknu na saživot sa njim, dok Bobert pokušava da se pomiri sa Leonom. |                    |                 |                    | |                    |
| 188 | 8                  | "Epizoda 2.8"   | Boštjan Vrhovec    | Nikolina Čuljak, Tomislav Hrpka, Luka Rukavina, Sanja Kovačević, Marijana Nola, Dorotea Vučić, Tomislav Štefanac, Matija Kluković i Ivana Mišetić                                 | 14. septembar 2005 |
| Slučaj "Kos" je ponovo otvoren i istraga se nastavlja. Vesna vrši pritisak na Brajdića da se slučaj što pre završi i da se ponovo smesti Danijelu. |                    |                 |                    | |                    |
| 189 | 9                  | "Epizoda 2.9"   | Boštjan Vrhovec    | Nikolina Čuljak, Tomislav Hrpka, Luka Rukavina, Sanja Kovačević, Marijana Nola, Dorotea Vučić, Tomislav Štefanac, Matija Kluković i Ivana Mišetić                                 | 15. septembar 2005 |
| Lana ne prestaje da se drogira, a Vesna i dalje vrši jak pritisak na Brajdića koji je pred penzijom. Maks razgovara sa Sašom o tome da preuzme njegovu tvornicu u Italiji. |                    |                 |                    | |                    |
| 190 | 10                 | "Epizoda 2.10"  | Boštjan Vrhovec    | Nikolina Čuljak, Tomislav Hrpka, Luka Rukavina, Sanja Kovačević, Marijana Nola, Dorotea Vučić, Tomislav Štefanac, Matija Kluković i Ivana Mišetić                                 | 16. septembar 2005 |
| Brajdić je priveo Danijela na ispitivanje, ali nakon što je Danijel otkrio da ga je Brajdić praznih ruku priveo, on odlazi. Vesna ucenjuje Brajdića CD-om koji sadrži dokaze o Brajdićevoj umešanosti u trgovinu steroidima sa Tomislavom Kosom, a Novakovi prave prijem u svom domu. |                    |                 |                    | |                    |
| 191 | 11                 | "Epizoda 2.11"  | Ljubo Lasić        | Nikolina Čuljak, Tomislav Hrpka, Luka Rukavina, Sanja Kovačević, Marijana Nola, Dorotea Vučić, Tomislav Štefanac, Matija Kluković i Ivana Mišetić                                 | 19. septembar 2005 |
| Nakon Maksove iznenadne smrti Nada je skrhkana bolom, dok Saša krivi sebe za očevu smrt. |                    |                 |                    | |                    |
| 192 | 12                 | "Epizoda 2.12"  | Ljubo Lasić        | Nikolina Čuljak, Tomislav Hrpka, Luka Rukavina, Sanja Kovačević, Marijana Nola, Dorotea Vučić, Tomislav Štefanac, Matija Kluković i Ivana Mišetić                                 | 20. septembar 2005 |
| Nadin kafić je pun ljudi koji su došli da joj izjave saučešće i da joj se nađu tu jer je u žalosti, a Robert i Tina prave ručak. |                    |                 |                    | |                    |
| 193 | 13                 | "Epizoda 2.13"  | Ljubo Lasić        | Nikolina Čuljak, Tomislav Hrpka, Luka Rukavina, Sanja Kovačević, Marijana Nola, Dorotea Vučić, Tomislav Štefanac, Matija Kluković i Ivana Mišetić                                 | 21. septembar 2005 |
| Robert razgovara sa Leonom u kafiću i shvata da mu je sin homoseksualac, a Vesna vrši pritisak na Brajdića po poslednji put jer on odlazi u penziju. Vesna odlazi kod Igora u zatvor i tamo se posvađaju na krv i nož, a kad se vratila kući Lana joj govori da je Luka pokušao da je siluje, prikrivajući istinu o tome da se ponovo drogirala. |                    |                 |                    | |                    |
| 194 | 14                 | "Epizoda 2.14"  | Ljubo Lasić        | Nikolina Čuljak, Tomislav Hrpka, Luka Rukavina, Sanja Kovačević, Marijana Nola, Dorotea Vučić, Tomislav Štefanac, Matija Kluković i Ivana Mišetić                                 | 22. septembar 2005 |
| Marko uvodi Petru u svet kockanja. Vesna, svesna da se obruč oko nje zatvara i da je policija blizu, kao i lažne novosti da je Luka pokušao da siluje Lanu, odlazi sa Lanom iz Zagreba, pod izgovorom da odlaze kod babe i dede. |                    |                 |                    | |                    |
| 195 | 15                 | "Epizoda 2.15"  | Ljubo Lasić        | Nikolina Čuljak, Tomislav Hrpka, Luka Rukavina, Sanja Kovačević, Marijana Nola, Dorotea Vučić, Tomislav Štefanac, Matija Kluković i Ivana Mišetić                                 | 23. septembar 2005 |
| Na putu za Istru Vesna i Lana svraćaju u motel da se istuširaju i odmore, a Biserka uporno pokušava da dobije Lanu na mobilni. Kada to ne uspe, ona govori Ljubi da pošalje poruku Lani, koju Vesna čita i briše. |                    |                 |                    | |                    |
| 196 | 16                 | "Epizoda 2.16"  | Nikola Ivanda      | Nikolina Čuljak, Tomislav Hrpka, Luka Rukavina, Sanja Kovačević, Marijana Nola, Dorotea Vučić, Tomislav Štefanac, Matija Kluković i Ivana Mišetić                                 | 26. septembar 2005 |
| Nakon kraće svađe Lana i Vesna nastavljaju put za Istru, ali tokom vožnje njh dve se svađaju oko mobilnog i auto sleće sa puta. Vesna, koja je prošla bez i jedne ogrebotine, zove Biserku u pomo jer je Lana teško povređena. |                    |                 |                    | |                    |
| 197 | 17                 | "Epizoda 2.17"  | Nikola Ivanda      | Nikolina Čuljak, Tomislav Hrpka, Luka Rukavina, Sanja Kovačević, Marijana Nola, Dorotea Vučić, Tomislav Štefanac, Matija Kluković i Ivana Mišetić                                 | 27. septembar 2005 |
| Istina o tome ko je ubio Tomislava Kosa je otkrivena i Igor treba da bude pušten iz zatvora. Vesnu i Lanu dovode u bolnicu u kojoj Biserka radi. |                    |                 |                    | |                    |
| 198 | 18                 | "Epizoda 2.18"  | Nikola Ivanda      | Nikolina Čuljak, Tomislav Hrpka, Luka Rukavina, Sanja Kovačević, Marijana Nola, Dorotea Vučić, Tomislav Štefanac, Matija Kluković i Ivana Mišetić                                 | 28. septembar 2005 |
| Vesna priznaje Lani, koja je u nesvesti, šta je uradila i moli je da joj oprosti. Kada se Lana osvestila, Biserka ulazi sa dvojicom policajaca koji odvode Vesnu, a ona u toku odlaska govori Matiji koji je došao da čuva Lanu. |                    |                 |                    | |                    |
| 199 | 19                 | "Epizoda 2.19"  | Nikola Ivanda      | Nikolina Čuljak, Tomislav Hrpka, Luka Rukavina, Sanja Kovačević, Marijana Nola, Dorotea Vučić, Tomislav Štefanac, Matija Kluković i Ivana Mišetić                                 | 29. septembar 2005 |
| Život u Zagrebu se polako vraća u normalu. Robert pomaže Tini da odabere haljinu koju će da nosi na fotografisanju. Biserka i Goran odlaze na prvi sastanak. Marko i Petra odlaze u kazino. |                    |                 |                    | |                    |
| 200 | 20                 | "Epizoda 2.20"  | Nikola Ivanda      | Nikolina Čuljak, Tomislav Hrpka, Luka Rukavina, Sanja Kovačević, Marijana Nola, Dorotea Vučić, Tomislav Štefanac, Matija Kluković i Ivana Mišetić                                 | 30. septembar 2005 |
| Petra pravi žurku u Viktorijinom stanu i tamo poziva Leona, Jakova, Maju i Bornu i tu počinje da se igra tablić u skidanje. Zastupnik čita Maksov testament u kome piše da Nada nasleđuje njegovu tvornicu u Italiji. Josip i Danijel odlaze u Stjepanov vinograd. |                    |                 |                    | |                    |
| 201 | 21                 | "Epizoda 2.21"  | Berislav Makarović | Nikolina Čuljak, Tomislav Hrpka, Sanja Kovačević, Marijana Nola, Dorotea Vučić, Tomislav Štefanac, Ivana Mišetić i Zvonimir Čizmar                                                | 3. oktobar 2005    |
| Josip na vinogradu otkriva zakopano telo. Stjepan i policija odmah bivaju obavešteni o tom događaju i dolaze da vide o kome se radi. Stjepan govori da je u pitanju Viktorija. |                    |                 |                    | |                    |
| 202 | 22                 | "Epizoda 2.22"  | Berislav Makarović | Nikolina Čuljak, Tomislav Hrpka, Sanja Kovačević, Marijana Nola, Dorotea Vučić, Tomislav Štefanac, Ivana Mišetić i Zvonimir Čizmar                                                | 4. oktobar 2005    |
| Stjepan je uveren da je telo koje je pronađeno u vinogradu Viktorija, a Petra pokušava da ga razuveri od toga. Međutim, i ona pada u očaj kada inspektor Tražić dođe i potvrdi da se radi o Viktorijinom telu. |                    |                 |                    | |                    |
| 203 | 23                 | "Epizoda 2.23"  | Berislav Makarović | Nikolina Čuljak, Tomislav Hrpka, Sanja Kovačević, Marijana Nola, Dorotea Vučić, Tomislav Štefanac, Ivana Mišetić i Zvonimir Čizmar                                                | 5. oktobar 2005    |
| Viktorija je sahranjena i dom Novakovih je pun ljudi koji su poznavali Viktoriju. Josip postaje uveren da je Stjepan ubio Viktoriju. |                    |                 |                    | |                    |
| 204 | 24                 | "Epizoda 2.24"  | Berislav Makarović | Nikolina Čuljak, Tomislav Hrpka, Sanja Kovačević, Marijana Nola, Dorotea Vučić, Tomislav Štefanac, Ivana Mišetić i Zvonimir Čizmar                                                | 6. oktobar 2005    |
| Nakon Viktorijine sahrane Josip postaje uveren da je Stjepan ubio Viktoriju i na sve načine pokušava da to dokaže. U dom Novakovih iznenada dolazi inspektor i govori da je Viktorija ubijena starim pištoljem i pita Stjepana da li ima jedan takav, a on otvara komodu gde stoji pištolj, ali njega tamo nema. Inspektor odvodi Stjepana na informativni razgovor. |                    |                 |                    | |                    |
| 205 | 25                 | "Epizoda 2.25"  | Berislav Makarović | Nikolina Čuljak, Tomislav Hrpka, Sanja Kovačević, Marijana Nola, Dorotea Vučić, Tomislav Štefanac, Ivana Mišetić i Zvonimir Čizmar                                                | 7. oktobar 2005    |
| Robert počinje da radi kod Nade u kafiću kao kuvar i poziva Lidiju i decu da dođu tamo. Lanina tetka dolazi u Zagreb i njih dve odlaze iz stana Lončarevih u stan Laninih roditelja. |                    |                 |                    | |                    |
| 206 | 26                 | "Epizoda 2.26"  | Mirna Miličić      | Nikolina Čuljak, Tomislav Hrpka, Sanja Kovačević, Marijana Nola, Dorotea Vučić, Tomislav Štefanac, Ivana Mišetić, Zvonimir Čizmar i Matija Kluković                               | 10. oktobar 2005   |
| Lana počinje da živi sa tetkom koja je malo popustljiva prema njoj. Ljubo i Matija odlaze na bazen gde Matija doživljava jednu neprijatnu situaciju, ali dobija broj telefona jedna devojke kojoj se svideo. Igoru, koji je izašao iz zatvora, se nabacuje Lanina tetka ne znajući ko je on. |                    |                 |                    | |                    |
| 207 | 27                 | "Epizoda 2.27"  | Mirna Miličić      | Nikolina Čuljak, Tomislav Hrpka, Sanja Kovačević, Marijana Nola, Dorotea Vučić, Tomislav Štefanac, Ivana Mišetić, Zvonimir Čizmar i Matija Kluković                               | 11. oktobar 2005   |
| Nakon što je Lana otkrila da su joj tetka i Igor spavali izbacuje Igora iz stana i govori tetki ko je on ustvati. Biserka dolazi u posetu i govori Laninoj tetki Filipi da ne bude toliko popustljiva prema Lani. |                    |                 |                    | |                    |
| 208 | 28                 | "Epizoda 2.28"  | Mirna Miličić      | Nikolina Čuljak, Tomislav Hrpka, Sanja Kovačević, Marijana Nola, Dorotea Vučić, Tomislav Štefanac, Ivana Mišetić, Zvonimir Čizmar i Matija Kluković                               | 12. oktobar 2005   |
| Marko dovodi svoje drugove kod Petre na partiju kockanja, ali njegovo mesto zauzima ona i sve ih opelješuje. Jedan oda kockara, Ivo Led, joj daje svoju posetnicu. |                    |                 |                    | |                    |
| 209 | 29                 | "Epizoda 2.29"  | Mirna Miličić      | Nikolina Čuljak, Tomislav Hrpka, Sanja Kovačević, Marijana Nola, Dorotea Vučić, Tomislav Štefanac, Ivana Mišetić, Zvonimir Čizmar i Matija Kluković                               | 13. oktobar 2005   |
| Marko pokušava da odvrati Petru od kockanja jer je opasno. I dok Matija pravi "sastanak" sa svojom novom devojkom, ponovna pojava starog pištolja unosi pometnju u dom Novakovih. |                    |                 |                    | |                    |
| 210 | 30                 | "Epizoda 2.30"  | Mirna Miličić      | Nikolina Čuljak, Tomislav Hrpka, Sanja Kovačević, Marijana Nola, Dorotea Vučić, Tomislav Štefanac, Ivana Mišetić, Zvonimir Čizmar i Matija Kluković                               | 14. oktobar 2005   |
| Na Josipov poziv u kuću Novakovih dolazi inspektor Tražić i ispituje sve zbog otkriće oružja kojim je ubijena Viktorija. Dodatni udar za Bornu sledi posle Majine pobede na reviji kada otkrije ko je vlasnik "Zen kozmetike", a za Tinu je udar nešto što je videla kad se vratila kući. |                    |                 |                    | |                    |
| 211 | 31                 | "Epizoda 2.31"  | Ljubo Lasić        | Nikolina Čuljak, Tomislav Hrpka, Sanja Kovačević, Marijana Nola, Dorotea Vučić, Tomislav Štefanac, Zvonimir Čizmar, Stjepan Mataušić i Ivana Mišetić                              | 17. oktobar 2005   |
| Nakon onoga što je videla kod kuće, Tina je uznemireno otišla i nigde ne mogu da je nađu. Leon priznaje roditeljima svoju najmračniju tajnu, iako je Robert za to već znao. Josip se vraća kod Biserke u stan posle otkrića Danijelove i Steline "tajne". |                    |                 |                    | |                    |
| 212 | 32                 | "Epizoda 2.32"  | Ljubo Lasić        | Nikolina Čuljak, Tomislav Hrpka, Sanja Kovačević, Marijana Nola, Dorotea Vučić, Tomislav Štefanac, Zvonimir Čizmar, Stjepan Mataušić i Ivana Mišetić                              | 18. oktobar 2005   |
| Tina upada kod Petre u stan vidno uznemirena i Petra nesvesno otkriva da je Tina vodila ljubav po prvi put. Sutradan se Tina vraća kući gde joj Leon daje lekove koje bi trebala da pije. Petra, iznervirana od strane Karoline, gubi strpljenje i pokazuje Stjepanu ono što je neko vreme krila. |                    |                 |                    | |                    |
| 213 | 33                 | "Epizoda 2.33"  | Ljubo Lasić        | Nikolina Čuljak, Tomislav Hrpka, Sanja Kovačević, Marijana Nola, Dorotea Vučić, Tomislav Štefanac, Zvonimir Čizmar, Stjepan Mataušić i Ivana Mišetić                              | 19. oktobar 2005   |
| Petra pokazuje Stjepanu traku koju je napavila u hotelu u kom je Karolina odsela kada se vratila i otkriva njenu dobro čuvanu tajnu. I dok Ema, devojka sa kojom Matija izlazi, traži da joj nareže CD, Stjepan gubi poverenje u Karolinu zbog njenih laži i izbacuje je iz kuće, pa ona odlazi u Viktorijin stan. |                    |                 |                    | |                    |
| 214 | 34                 | "Epizoda 2.34"  | Ljubo Lasić        | Nikolina Čuljak, Tomislav Hrpka, Sanja Kovačević, Marijana Nola, Dorotea Vučić, Tomislav Štefanac, Zvonimir Čizmar, Stjepan Mataušić i Ivana Mišetić                              | 20. oktobar 2005   |
| Čudni susreti dobro poznatih ljudi utiču na živote istih na način na koji oni nisu očakivali. Leon zatiče Ninu u vrlo nezgodnoj situaciji u Borninoj kancelariji. |                    |                 |                    | |                    |
| 215 | 35                 | "Epizoda 2.35"  | Ljubo Lasić        | Nikolina Čuljak, Tomislav Hrpka, Sanja Kovačević, Marijana Nola, Dorotea Vučić, Tomislav Štefanac, Zvonimir Čizmar, Stjepan Mataušić i Ivana Mišetić                              | 21. oktobar 2005   |
| Leon priznaje Borni svoju tajnu, a on burno reaguje u nemogućnosti da se pomiri sa tim dok Biserka priznaje Josipu da je otac Ivinog deteta možda Igor.Poslednja pojava Vesne Kos. |                    |                 |                    | |                    |
| 216 | 36                 | "Epizoda 2.36"  | Berislav Makarović | Nikolina Čuljak, Tomislav Hrpka, Milijan Ivezić, Sanja Kovačević, Marijana Nola, Dorotea Vučić, Tomislav Štefanac, Zvonimir Čizmar, Stjepan Mataušić i Ivana Mišetić              | 24. oktobar 2005   |
| Josip navaljuje da Iva ide kod lekara na proveru da se vidi da li je otac deteta Igor dok Borna doživljava još jedan udar kad sazna da je i Nina znala za Leonovu tajnu. |                    |                 |                    | |                    |
| 217 | 37                 | "Epizoda 2.37"  | Berislav Makarović | Nikolina Čuljak, Tomislav Hrpka, Milijan Ivezić, Sanja Kovačević, Marijana Nola, Dorotea Vučić, Tomislav Štefanac, Zvonimir Čizmar, Stjepan Mataušić i Ivana Mišetić              | 25. oktobar 2005   |
| Po ko zna koji put se reketar Šime pojavljuje u Nadinom kafiću zbog Robertovog duga i govori mu da mu je vreme isteklo. Na kraju radnog vremena neko kuca na vrata, a Robert govori Danijelu da otvori i odlazi u drugu prostoriju. U kafić upadaju Šimetovi uterivači dugova i tuku Danijela ne znajući ko je on. |                    |                 |                    | |                    |
| 218 | 38                 | "Epizoda 2.38"  | Berislav Makarović | Nikolina Čuljak, Tomislav Hrpka, Milijan Ivezić, Sanja Kovačević, Marijana Nola, Dorotea Vučić, Tomislav Štefanac, Zvonimir Čizmar, Stjepan Mataušić i Ivana Mišetić              | 26. oktobar 2005   |
| Danijel je prebačen u bolnicu nakon što su ga Šimetovi uterivači pretukli ne znajući ko je. Josip napada Igora misleći da je on naredio tuču. |                    |                 |                    | |                    |
| 219 | 39                 | "Epizoda 2.39"  | Berislav Makarović | Nikolina Čuljak, Tomislav Hrpka, Milijan Ivezić, Sanja Kovačević, Marijana Nola, Dorotea Vučić, Tomislav Štefanac, Zvonimir Čizmar, Stjepan Mataušić i Ivana Mišetić              | 27. oktobar 2005   |
| Ema zadaje Matiji čudan zadatak - da obučen u žensku odeću i našminkan izađe sa njom, Filipa dolazi sa Lanom kod Lončarevih i donosi šminku koju ženske isprobavaju. Karolina dolazi kod Stjepana sa važnom vešću - otkrila je ko je ubio Viktoriju. |                    |                 |                    | |                    |
| 220 | 40                 | "Epizoda 2.40"  | Berislav Makarović | Nikolina Čuljak, Tomislav Hrpka, Milijan Ivezić, Sanja Kovačević, Marijana Nola, Dorotea Vučić, Tomislav Štefanac, Zvonimir Čizmar, Stjepan Mataušić i Ivana Mišetić              | 28. oktobar 2005   |
| Tina u toku revije koja se prenosi na televiziji ugleda venčanicu koju je Lidija napravila. Lidija besna zove Karolinu i obaveštava je šta se desilo. Lidiji je iza leđa haljinu ukrao neko njoj blizak. |                    |                 |                    | |                    |
| 221 | 41                 | "Epizoda 2.41"  | Dinko Paleka       | Nikolina Čuljak, Tomislav Hrpka, Milijan Ivezić, Sanja Kovačević, Marijana Nola, Dorotea Vučić, Tomislav Štefanac, Zvonimir Čizmar, Stjepan Mataušić i Ivana Mišetić              | 31. oktobar 2005   |
| Biserka je naterala Josipa da ode i da se izvini Stjepanu što ga je optuživao za Viktorijino ubistvo, što Josip i čini, ali to donosi i neželjene posledice. Danijel se konačno pomirio sa Igorom. |                    |                 |                    | |                    |
| 222 | 42                 | "Epizoda 2.42"  | Dinko Paleka       | Nikolina Čuljak, Tomislav Hrpka, Milijan Ivezić, Sanja Kovačević, Marijana Nola, Dorotea Vučić, Tomislav Štefanac, Zvonimir Čizmar, Stjepan Mataušić i Ivana Mišetić              | 1. novembar 2005   |
| Josip i Saša nastavljaju renoviranje Maksove kuće, Petra i Borna imaju novčanih problema, a Danijel ljubavnih, zbog čega ga Nada i Maja zezaju. |                    |                 |                    | |                    |
| 223 | 43                 | "Epizoda 2.43"  | Dinko Paleka       | Nikolina Čuljak, Tomislav Hrpka, Milijan Ivezić, Sanja Kovačević, Marijana Nola, Dorotea Vučić, Tomislav Štefanac, Zvonimir Čizmar, Stjepan Mataušić i Ivana Mišetić              | 2. novembar 2005   |
| Iva je primljena u bolnicu jer je pala sa stepeništa u Maksovoj kući. Saša krivi Josipa za to jer misli da nije dobro proverio stepenište. Ivi u posetu iznenada dolazi Igor. Zastupnik je otvorio Viktorijin testament. |                    |                 |                    | |                    |
| 224 | 44                 | "Epizoda 2.44"  | Dinko Paleka       | Nikolina Čuljak, Tomislav Hrpka, Milan Ivezić, Sanja Kovačević, Marijana Nola, Dorotea Vučić, Tomislav Štefanac, Zvonimir Čizmar, Stjepan Mataušić i Ivana Mišetić                | 3. novembar 2005   |
| Zastupnik objavljuje da je Viktorija ostavila "Zen kozmetiku" i "Vi stajl" Danijelu i Petri da podele to, Stjepanu neke stvari, a Josipu neseser sa priborom za arhitekturu koji je poželeo da mu kupi dok su bili u vezi. |                    |                 |                    | |                    |
| 225 | 45                 | "Epizoda 2.45"  | Dinko Paleka       | Nikolina Čuljak, Tomislav Hrpka, Milan Ivezić, Sanja Kovačević, Marijana Nola, Dorotea Vučić, Tomislav Štefanac, Zvonimir Čizmar, Stjepan Mataušić i Ivana Mišetić                | 4. novembar 2005   |
| Biserka nakon provedene noći sa Josipom u krevetu mu uručuje papire za razvod braka, a on besno odlazi iz stana i ide kod Nade, a ona mu govori da mora da se bori da bi sačuvao porodicu. |                    |                 |                    | |                    |
| 226 | 46                 | "Epizoda 2.46"  | Mirna Miličić      | Nikolina Čuljak, Tomislav Hrpka, Sanja Kovačević, Marijana Nola, Dorotea Vučić, Tomislav Štefanac, Zvonimir Čizmar, Stjepan Mataušić i Ivana Mišetić                              | 7. novembar 2005   |
| Rastu napetosti između Petre, Borne i Danijela zbog nasledstva, a Matija odlazi da upozna Emine roditelje. Iva se ispoveda svešteniku da je prevarila Sašu i da ne zna ko je otac njenog deteta. |                    |                 |                    | |                    |
| 227 | 47                 | "Epizoda 2.47"  | Mirna Miličić      | Nikolina Čuljak, Tomislav Hrpka, Sanja Kovačević, Marijana Nola, Dorotea Vučić, Tomislav Štefanac, Zvonimir Čizmar, Stjepan Mataušić i Ivana Mišetić                              | 8. novembar 2005   |
| Reklo bi se da životi svih u Zagrebu idu uzlaznom putanjom, ali Matijin život i ne ide baš tako s' obzirom da misli da ga je Ema iskoristila kako bi napakostila roditeljima, kao ni Biserkin zbog Igorovog ispada. |                    |                 |                    | |                    |
| 228 | 48                 | "Epizoda 2.48"  | Mirna Miličić      | Nikolina Čuljak, Tomislav Hrpka, Sanja Kovačević, Marijana Nola, Dorotea Vučić, Tomislav Štefanac, Zvonimir Čizmar, Stjepan Mataušić i Ivana Mišetić                              | 9. novembar 2005   |
| Posle Igorovog upozorenja iz epizode "Idila" da se neće smiriti dok ne sazna ko je otac Ivinog deteta, Biserka moli Gorana da joj učini uslugu i lažira test očinstva. |                    |                 |                    | |                    |
| 229 | 49                 | "Epizoda 2.49"  | Mirna Miličić      | Nikolina Čuljak, Tomislav Hrpka, Sanja Kovačević, Marijana Nola, Dorotea Vučić, Tomislav Štefanac, Zvonimir Čizmar, Stjepan Mataušić i Ivana Mišetić                              | 10. novembar 2005  |
| Jakov je napadnut u parku i hitno je prebačen u bolnicu gde Goran govori Leonu da je izgubio mnogo krvi i da je u kritičnom stanju. Leon govori Biserki da se oseća krivim što nije ništa uradio kad je Jakov bio napadnut. |                    |                 |                    | |                    |
| 230 | 50                 | "Epizoda 2.50"  | Mirna Miličić      | Nikolina Čuljak, Tomislav Hrpka, Sanja Kovačević, Marijana Nola, Dorotea Vučić, Tomislav Štefanac, Zvonimir Čizmar, Stjepan Mataušić i Ivana Mišetić                              | 11. novembar 2005  |
| Jakov je još u kritičnom stanju, ali u njegovoj bolničkoj sobi desio se veoma zanimljiv susret. Maja ni ne sluti da joj se sprema zlo. |                    |                 |                    | |                    |
| 231 | 51                 | "Epizoda 2.51"  | Berislav Makarović | Nikolina Čuljak, Milijan Ivezić, Sanja Kovačević, Dorotea Vučić, Tomislav Štefanac, Zvonimir Čizmar, Stjepan Mataušić i Ivana Mišetić                                             | 14. novembar 2005  |
| Nakon izlaska članka, koji je Karolina sredila, o tome da je zaštitno lice "Zen kozmetike" (Maja Vuković) nekada radila kao prostitutka da bi imala za kiriju, sudbina pokreće niz neverovatnih događaja. Iva i Biserka kupuju venčanicu, a Saša, Matija i Josip odela. |                    |                 |                    | |                    |
| 232 | 52                 | "Epizoda 2.52"  | Berislav Makarović | Nikolina Čuljak, Milijan Ivezić, Sanja Kovačević, Dorotea Vučić, Tomislav Štefanac, Zvonimir Čizmar, Stjepan Mataušić i Ivana Mišetić                                             | 15. novembar 2005  |
| Okolnosti članka dovode do tuče između Borne i Marka, što je manjim delom izazvalo i Petrino pojavljivanje kod Maje, pa ih Maja svo troje izbacuje napolje. Leon odlučuje da napusti studije. |                    |                 |                    | |                    |
| 233 | 53                 | "epizoda 2.53"  | Berislav Makarović | Nikolina Čuljak, Milijan Ivezić, Sanja Kovačević, Dorotea Vučić, Tomislav Štefanac, Zvonimir Čizmar, Stjepan Mataušić i Ivana Mišetić                                             | 16. novembar 2005  |
| Lidija razmišlja o budućnosti svoje dece posle njihovog najavljivanja da napuštaju školovanje. Maja donosi odluku koja će joj zauvek promeniti budućnost. |                    |                 |                    | |                    |
| 234 | 54                 | "Epizoda 2.54"  | Berislav Makarović | Nikolina Čuljak, Milijan Ivezić, Sanja Kovačević, Dorotea Vučić, Tomislav Štefanac, Zvonimir Čizmar, Stjepan Mataušić i Ivana Mišetić                                             | 17. novembar 2005  |
| Nada je zabrinuta za Maju i na sve načine pokušava da nagovori Bornu da je pozove da se vrati. Stjepan je nezadovoljan Petrinom odlukom u vezi Maje. |                    |                 |                    | |                    |
| 235 | 55                 | "Epizoda 2.55"  | Nikola Ivanda      | Nikolina Čuljak, Milijan Ivezić, Sanja Kovačević, Dorotea Vučić, Tomislav Štefanac, Zvonimir Čizmar, Stjepan Mataušić i Ivana Mišetić                                             | 18. novembar 2005  |
| Igor i Ljubo idu na utakmicu na kojoj Igor treba ponovo da zaigra, ali na utakmici se neočekivano pojavljuje Filipa, što Igoru daje podstrek da igra bolje. Nakon utakmice Marko, Danijel, Ljubo i Igor prave proslavu u Igorovom stanu. |                    |                 |                    | |                    |
| 236 | 56                 | "Epizoda 2.56"  | Nikola Ivanda      | Nikolina Čuljak, Milijan Ivezić, Sanja Kovačević, Dorotea Vučić, Tomislav Štefanac, Zvonimir Čizmar, Stjepan Mataušić i Ivana Mišetić                                             | 21. novembar 2005  |
| Biserka dolazi kod Nade i njih dve razgovaraju o Josipovom odnosu prema Biserki, sve dok u prostoriju slučajno ne uđe Igor koji radi kod Nade. Filipa i dalje obleće oko Jakova što nadražuje Leonovu i njegovu vezu. Maja se vratila kod oca u Knin. |                    |                 |                    | |                    |
| 237 | 57                 | "Epizoda 2.57"  | Nikola Ivanda      | Nikolina Čuljak, Milijan Ivezić, Sanja Kovačević, Dorotea Vučić, Tomislav Štefanac, Zvonimir Čizmar, Stjepan Mataušić i Ivana Mišetić                                             | 22. novembar 2005  |
| Odnosi se zatežu kad Borna odluči da raskine ugovor sa "Vi stajlom", a Stela predlaže da Danijel bude novo zaštitno lice. Susret Igora i Saše u Nadinom kafiću prerasta u tuču kad je Igor slučajno okrznuo Sašu dok je nosio gajbe. Iva tada biva uvučen u izbor oko dvojice momaka. |                    |                 |                    | |                    |
| 238 | 58                 | "Epizoda 2.58"  | Nikola Ivanda      | Nikolina Čuljak, Milijan Ivezić, Sanja Kovačević, Dorotea Vučić, Tomislav Štefanac, Zvonimir Čizmar, Stjepan Mataušić i Ivana Mišetić                                             | 23. novembar 2005  |
| Igor se poverava Nadi da je u bolničkoj sobi svoje majke vodio ljubav sa Ivom i da misli da dete nije njegovo jer mu je Biserka dala rezultate testa očinstva. Kasnije, Maja zove Nadu i saopštava joj da se vratila kod oca u Knin i da je on teško bolestan i da umire. |                    |                 |                    | |                    |
| 239 | 59                 | "Epizoda 2.59"  | Nikola Ivanda      | Nikolina Čuljak, Milijan Ivezić, Sanja Kovačević, Dorotea Vučić, Tomislav Štefanac, Zvonimir Čizmar, Stjepan Mataušić i Ivana Mišetić                                             | 24. novembar 2005  |
| Karolina razgovara sa Petrom o njenom kockanju. Sa druge strane, u porodici Lončar i nije baš dobra situacija. Naime, Josip se prepucava sa Biserkom, a Saša sa Ivom, i sve to pred venčanje. |                    |                 |                    | |                    |
| 240 | 60                 | "Epizoda 2.60"  | Nikola Ivanda      | Nikolina Čuljak, Milijan Ivezić, Sanja Kovačević, Dorotea Vučić, Tomislav Štefanac, Zvonimir Čizmar, Stjepan Mataušić i Ivana Mišetić                                             | 25. novembar 2005  |
| U porodicama Lončar i Barić se slavi momačko i devojačko veče. Dok na devojačkoj večeri ne može biti bolje, za momačku se to i ne bi moglo reći. Međutim, dolazak Gorana kvari Biserki veče. U dom Lončarevih dolazi Biserkina sestričina Ana.Prva pojava Ane Fijan. |                    |                 |                    | |                    |
| 241 | 61                 | "Epizoda 2.61"  | Ljubo Lasić        | Tomislav Hrpka, Nikolina Čuljak, Sanja Kovačević, Dorotea Vučić, Tomislav Štefanac, Zvonimir Čizmar, Stjepan Mataušić i Ivana Mišetić                                             | 28. novembar 2005  |
| Goran se lomi i govori Biserki da moraju da otkriju da je test očinstva falsifikovan. Iva i njena sestra od ujaka Ana (koja je došla) razgovaraju o Ivinoj vezi sa Igorom. Ljubo otkriva Filipi šta se dešava između Lane i Tihane. Maja kod oca proživljava pakao. |                    |                 |                    | |                    |
| 242 | 62                 | "Epizoda 2.62"  | Ljubo Lasić        | Tomislav Hrpka, Nikolina Čuljak, Sanja Kovačević, Dorotea Vučić, Tomislav Štefanac, Zvonimir Čizmar, Stjepan Mataušić i Ivana Mišetić                                             | 29. novembar 2005  |
| Počelo je venčanje Ive i Saše. Porodice su došle u crkvu i sve ide kako treba, ali Goranovo "ispovedanje" dovodi besnog Igora u crkvu i on tamo zahteva Ivo u njihovo dete. Kod Lončarevih dolazi Biserkin brat Zlatko.Prva pojava Zlatka Fijana. |                    |                 |                    | |                    |
| 243 | 63                 | "Epizoda 2.63"  | Ljubo Lasić        | Tomislav Hrpka, Nikolina Čuljak, Sanja Kovačević, Dorotea Vučić, Tomislav Štefanac, Zvonimir Čizmar, Stjepan Mataušić i Ivana Mišetić                                             | 30. novembar 2005  |
| Nakon što su Josip, Danijel i Ljubo izveli Igora iz crkve venčanje se nastavilo. Nakon veselja u restoranu veče se za Nadu i Marka završava katastrofalno. |                    |                 |                    | |                    |
| 244 | 64                 | "Epizoda 2.64"  | Ljubo Lasić        | Tomisav Hrpka, Nikolina Čuljak, Sanja Kovačević, Dorotea Vučić, Tomislav Štefanac, Zvonimir Čizmar, Stjepan Mataušić i Ivana Mišetić                                              | 1. decembar 2005   |
| Robert i Jakov su čuli sirene u blizini kafića "Nana" i pretpostavili su da se desila saobraćajna nesreća, ali nisu ni znali da je stradao neko blizak obojici - Leon. |                    |                 |                    | |                    |
| 245 | 65                 | "Epizoda 2.65"  | Ljubo Lasić        | Tomisav Hrpka, Nikolina Čuljak, Sanja Kovačević, Dorotea Vučić, Tomislav Štefanac, Zvonimir Čizmar, Stjepan Mataušić i Ivana Mišetić                                              | 2. decembar 2005   |
| Porodica Bauer, Jakov i oni koji su poznavali Leona su skrhkani bolom zbog njegovog gubitka, a najviše je skrhkana Nada jer je uverena da ga je ona udarila kolima. Međutim, Nada ubrzo sumnja u to jer u kolima pronalazi pikavac.Poslednja pojava Leona Bauera. |                    |                 |                    | |                    |
| 246 | 66                 | "Epizoda 2.66"  | Mirna Miličić      | Tomisav Hrpka, Nikolina Čuljak, Sanja Kovačević, Dorotea Vučić, Tomislav Štefanac, Zvonimir Čizmar, Stjepan Mataušić i Ivana Mišetić                                              | 5. decembar 2005   |
| Leonova sahrava biva potresno prekinuta dolaskom Nade koja plačući moli da je ubiju zbog Leona pa je Danijel i Petra vraćaju kući da se smiri i odmori. |                    |                 |                    | |                    |
| 247 | 67                 | "Epizoda 2.67"  | Mirna Miličić      | Tomisav Hrpka, Nikolina Čuljak, Sanja Kovačević, Dorotea Vučić, Tomislav Štefanac, Zvonimir Čizmar, Stjepan Mataušić i Ivana Mišetić                                              | 6. decembar 2005   |
| Nada se pita da li će joj Bog opsortiti to što je učinila. Sa druge strane, Josip se oprašta sa svima jer odlazi u Avganistan gde je dobio posao na gradilištu. Pre nego što je seo u kola za aerodrom, Josip je rekao Bibi da je voli i da tek sad shvata koliko. Onda ulazi u kola i odlazi, a Biba ostaje na ulazu zgrade plačući. |                    |                 |                    | |                    |
| 248 | 68                 | "Epizoda 2.68"  | Mirna Miličić      | Tomisav Hrpka, Nikolina Čuljak, Sanja Kovačević, Dorotea Vučić, Tomislav Štefanac, Zvonimir Čizmar, Stjepan Mataušić i Ivana Mišetić                                              | 7. decembar 2005   |
| Borna moli Marka da razmisli gde bi Maja mogla da bude. Nakon što je razmislio koje je poslednje mesto gde bi ona bila, njih dvojica kreću u Knin i zatiču Maju u očevoj kući. Maja govori Borni da se ne vraća u Zagreb i njih dvoje se plačući opraštaju dok mu ona govori da ga voli. |                    |                 |                    | |                    |
| 249 | 69                 | "Epizoda 2.69"  | Mirna Miličić      | Tomisav Hrpka, Nikolina Čuljak, Sanja Kovačević, Dorotea Vučić, Tomislav Štefanac, Zvonimir Čizmar, Stjepan Mataušić i Ivana Mišetić                                              | 8. decembar 2005   |
| Biserka razgovara sa Matijom o njegovom seksualnom životu sa Emom i daje mu kutiju kondoma zbog zaštite i govori mu da od sad može da dovodi Emu u stan. Borna pokušava da pomogne Nadi zbog njene zavisnosti od alkohola. Ljubo i Lana otkrivaju Matiji da su njih dvoje u vezi. |                    |                 |                    | |                    |
| 250 | 70                 | "Epizoda 2.70"  | Mirna Miličić      | Tomisav Hrpka, Nikolina Čuljak, Sanja Kovačević, Dorotea Vučić, Tomislav Štefanac, Zvonimir Čizmar, Stjepan Mataušić i Ivana Mišetić                                              | 9. decembar 2005   |
| Posle prijema kod Karoline u stanu Zlatko se pojavljuje na vratima sa ružom u ustima što navodi Stjepana da posumnja u Karolinin odnos sa njim. Matija je ponovo uhvatio Eminog oca Dorjana u društvu njene drugarice Une i govori Emi svoje sumnje o tome. Biserka ima problema sa tim što ju je Zlatko prevario oko porodične zemlje u Zagorju.Poslednja pojava Maje Vuković. Poslednja stalna pojava Josipa Lončara. |                    |                 |                    | |                    |
| 251 | 71                 | "Epizoda 2.71"  | Berislav Makarović | Nikolina Čuljak, Milijan Ivezić, Sanja Kovačević, Dorotea Vučić, Tomislav Štefanac, Zvonimir Čizmar, Stjepan Mataušić i Ivana Mišetić                                             | 12. decembar 2005  |
| Zlatko pokušava da se iskupi Biserki za prevaru tako što joj je kupio Mini moris, ali je ona odbila taj poklon. Posle prvog sastanka Anonimnih alkoholičara Nada donosi važnu odluku. |                    |                 |                    | |                    |
| 252 | 72                 | "Epizoda 2.72"  | Berislav Makarović | Nikolina Čuljak, Milijan Ivezić, Sanja Kovačević, Dorotea Vučić, Tomislav Štefanac, Zvonimir Čizmar, Stjepan Mataušić i Ivana Mišetić                                             | 13. decembar 2005  |
| Ana otkriva Biserki veličinu Zlatkove prevare oko zemlje, a Marko nagovara Igora na nameštanje utakmica. Matija otkriva Unine laži o njenom odnosu sa Eminim ocem Dorjanom. Ljubo usplahireno uleće kod Lane i Filipe u stan i traži daljinski od radija jer je na jednom od radio kanala prenos utakmice u kojoj Igor brani. |                    |                 |                    | |                    |
| 253 | 73                 | "Epizoda 2.73"  | Berislav Makarović | Nikolina Čuljak, Milijan Ivezić, Sanja Kovačević, Dorotea Vučić, Tomislav Štefanac, Zvonimir Čizmar, Stjepan Mataušić i Ivana Mišetić                                             | 14. decembar 2005  |
| Matija otkriva Eminu mračnu tajnu i o tome se savetuje sa Biserkom koja kasnije razgovara o tome sa Eminom majkom Sunčanom koja posle kraćeg razgovora uvređena odlazi. Jakov savetuje Bornu da proba da vrati Maju u Zagreb. |                    |                 |                    | |                    |
| 254 | 74                 | "Epizoda 2.74"  | Berislav Makarović | Nikolina Čuljak, Tomislav Hrpka, Sanja Kovačević, Dorotea Vučić, Tomislav Štefanac, Zvonimir Čizmar, Stjepan Mataušić i Ivana Mišetić                                             | 15. decembar 2005  |
| Ljubo moli Filipu da mu da savet kako za Lanu. Igor i Filipa proslavljaju pobedu Igorove ekipe na utakmici u krevetu. Ljubo koristi Filipino odsustvo i pravi romantičnu večeru uz sveće za Lanu, ali večera se završava katastrofalno. |                    |                 |                    | |                    |
| 255 | 75                 | "Epizoda 2.75"  | Berislav Makarović | Nikolina Čuljak, Tomislav Hrpka, Sanja Kovačević, Dorotea Vučić, Tomislav Štefanac, Zvonimir Čizmar, Stjepan Mataušić i Ivana Mišetić                                             | 16. decembar 2005  |
| Robert smišlja plan kako da se vrati u Lidijin stan i prvi korak koji je napravio je pozivanje Nade u Lidijin stan gde Nada opisuje koliko joj je žao zbog Leonove smrti. Una priznaje Matiji ono što je sam otkrio - da Dorjan zlostavlja Emu. |                    |                 |                    | |                    |
| 256 | 76                 | "Epizoda 2.76"  | Nikola Ivanda      | Nikolina Čuljak, Tomislav Hrpka, Sanja Kovačević, Dorotea Vučić, Tomislav Štefanac, Zvonimir Čizmar, Stjepan Mataušić i Ivana Mišetić                                             | 19. decembar 2005  |
| Nada donosi odluku da kafića više neće prodavati alkohol da se njena greška zbog koje je Leon nastradao nebi nekome drugom ponovila. Igor, Robert i Marko se protive toj odluci. Bisekra zove Službu za socijalni rad zbog Emine situacije. |                    |                 |                    | |                    |
| 257 | 77                 | "Epizoda 2.77"  | Nikola Ivanda      | Nikolina Čuljak, Tomislav Hrpka, Sanja Kovačević, Dorotea Vučić, Tomislav Štefanac, Zvonimir Čizmar, Stjepan Mataušić i Ivana Mišetić                                             | 20. decembar 2005  |
| Maskirani provalnik je provalio Karolini u stan i pritom udario Stjepana pa je zbog toga Stjepan naterao Karolinu da se vrati u vilu Novakovih. Ema zbog svađe njene majke Sunčane sa Matijom i Biserkom puca i priznaje da je otac seksualno zlostavlja. Biserka ohrabruje Sunčanu koja na kraju odlazi sa Emom u sigurnu kuću. |                    |                 |                    | |                    |
| 258 | 78                 | "Epizoda 2.78"  | Nikola Ivanda      | Nikolina Čuljak, Tomislav Hrpka, Sanja Kovačević, Dorotea Vučić, Tomislav Štefanac, Zvonimir Čizmar, Stjepan Mataušić i Ivana Mišetić                                             | 21. decembar 2005  |
| Biserka unajmljuje novog zastupnika zato što hoće da tuži Zlatka za njen falsifikovan rukopis, za šta se kasnije ispostavlja da ga je ona stvarno napravila, ali nije znala jer joj je Zlatko poturio taj papir na potpisivanje. Igor pokušava da nađe stan jer je izbačen pa prvo odlazi kod Filipe i Lane odakle ga izbacuju, a onda odlazi kod Danijela, ali njegovo "gostovanje" tamo donosi nesrećnu okolnost sa Stelom zbog čega on biva izbačen i odatle.                                                           |                    |                 |                    | |                    |
| 259 | 79                 | "Epizoda 2.79"  | Nikola Ivanda      | Nikolina Čuljak, Milijan Ivezić, Sanja Kovačević, Dorotea Vučić, Tomislav Štefanac, Zvonimir Čizmar, Stjepan Mataušić i Ivana Mišetić                                             | 22. decembar 2005  |
| Biserka, još ljuća zbog toga što joj je Zlatko poturio papir, još čvršće odlučuje da ga tuži. Petra otkriva potresnu istinu o tome ko je zapravo ubio njenog najboljeg druga Leona. |                    |                 |                    | |                    |
| 260 | 80                 | "Epizoda 2.80"  | Nikola Ivanda      | Nikolina Čuljak, Milijan Ivezić, Sanja Kovačević, Dorotea Vučić, Tomislav Štefanac, Zvonimir Čizmar, Stjepan Mataušić i Ivana Mišetić                                             | 23. decembar 2005  |
| Božićna idila je. Svi se pripremaju za Božić. U domu Lončarevih Biserka predlaže Ivi i Saši da odu na more, ali da prvo o tome razgovaraju sa Nadom. Nakon razgovora sa Nadom njih dvoje krežu na put. Igor od Roberta saznaje za njihov put i rezerviše kartu za isti brod kako bi im zagorčao put. Nakon suočenja sa Markom o ubistvu Leona, Petra biva oteta. |                    |                 |                    | |                    |
| 261 | 81                 | "Epizoda 2.81"  | Ljubo Lasić        | Nikolina Čuljak, Tomislav Hrpka, Sanja Kovačević, Dorotea Vučić, Tomislav Štefanac, Zvonimir Čizmar, Stjepan Mataušić i Ivana Mišetić                                             | 26. decembar 2005  |
| Igor zagorčava Saši i Ivi Božićni boravak u Splitu. Marko dovodi Petru u skladište koje je iznajmio Igoru kao stan i tamo je vezuje za stolicu. Novakovi se brinu što Petre nema za Božić. |                    |                 |                    | |                    |
| 262 | 82                 | "Epizoda 2.82"  | Ljubo Lasić        | Nikolina Čuljak, Tomislav Hrpka, Sanja Kovačević, Dorotea Vučić, Tomislav Štefanac, Zvonimir Čizmar, Stjepan Mataušić i Ivana Mišetić                                             | 27. decembar 2005  |
| Petra je pokušala da odgovori Borni preko telefona da je oteta, ali je Borna nije ništa razumeo jer je imala lepljivu traku zalepljenu preko usta. Ljubo se seli iz od Lane jer im veza ne ide, a Jakov se seli iz stana Bauerovih i otvara vrata Robertu da se konačno useli. |                    |                 |                    | |                    |
| 263 | 83                 | "Epizoda 2.83"  | Ljubo Lasić        | Nikolina Čuljak, Sanja Kovačević, Milijan Ivezić, Dorotea Vučić, Tomislav Štefanac, Zvonimir Čizmar, Stjepan Mataušić i Ivana Mišetić                                             | 28. decembar 2005  |
| Novakovi dobijaju pismo za otkup Petre i shvataju da je njen nestanak daleko ozbiljniji nego što su mislili. Tina pristaje da Šime fotografiše njen akt iako ne zna da on reketira njenog oca. Ana donosi odluku da svedoči u Biserkinu korist. |                    |                 |                    | |                    |
| 264 | 84                 | "Epizoda 2.84"  | Ljubo Lasić        | Nikolina Čuljak, Sanja Kovačević, Milijan Ivezić, Dorotea Vučić, Tomislav Štefanac, Zvonimir Čizmar, Stjepan Mataušić i Ivana Mišetić                                             | 29. decembar 2005  |
| Karolina poziva policiju zbog Petrine otmice iako se Danijel i Marko tome protive. Zlatko se useljava u novi stan koji je kupio od novca koji je zaradio prodajom zemljišta. Igor i Ljubo se sreću u Splitu, a Robert se, kad je video Tinine fotografije koje je napravio Šime, zamalo zadavio pićem. |                    |                 |                    | |                    |
| 265 | 85                 | "Epizoda 2.85"  | Ljubo Lasić        | Nikolina Čuljak, Sanja Kovačević, Milijan Ivezić, Dorotea Vučić, Tomislav Štefanac, Zvonimir Čizmar, Stjepan Mataušić i Ivana Mišetić                                             | 30. decembar 2005  |
| Robert se suočava sa Šimetom zbog Tininih fotografija. Ljubo se vraća kod majke i oca, ali ga tamo dočekuje očevo nasilje i on odlučuje da ga prijavi zbog zlostavljanja svoje majke, ali ona odbija da podigne optužnicu pa on preuzima na sebe i taj zadatak. Iva je primljena u bolnicu zbog iznenadnih trudova nastalih zbog tuče Saše i Igora, a policija i dalje vodi istragu o Petrinoj otmici. |                    |                 |                    | |                    |
| 266 | 86                 | "Epizoda 2.86"  | Mirna Miličić      | Nikolina Čuljak, Tomislav Hrpka, Sanja Kovačević, Dorotea Vučić, Tomislav Štefanac, Zvonimir Čizmar, Stjepan Mataušić i Ivana Mišetić                                             | 2. januar 2006     |
| Iva se porodila i na svet je donela devojčicu. Kasnije, posle porođaja, Saša nailazi u trenutku kad Igor pokazuje majci bebu i govori da je njegova. |                    |                 |                    | |                    |
| 267 | 87                 | "Epizoda 2.87"  | Mirna Miličić      | Nikolina Čuljak, Tomislav Hrpka, Sanja Kovačević, Dorotea Vučić, Tomislav Štefanac, Zvonimir Čizmar, Stjepan Mataušić i Ivana Mišetić                                             | 3. januar 2006     |
| Iva odlučuje da detetu da ime Dora sa čim se slažu i Saša i Igor u odvojenim posetama. Operacija Petrinog spašavanja se i dalje vodi iz doma Novakovih u kojoj vlada prava nesloga. |                    |                 |                    | |                    |
| 268 | 88                 | "Epizoda 2.88"  | Mirna Miličić      | Nikolina Čuljak, Tomislav Hrpka, Sanja Kovačević, Dorotea Vučić, Tomislav Štefanac, Zvonimir Čizmar, Stjepan Mataušić i Ivana Mišetić                                             | 4. januar 2006     |
| Nakon neuspele primopredaje otkupnine za Petru za koju Markov saučesnik Ivo misli da je on kriv, Ivo preuzima otmicu u svoje ruke i pokušava da izbaci Marka što dovodi do rvanja oko pištolja, a epizoda se završava kada pištolj u toku rvanja opali. |                    |                 |                    | |                    |
| 269 | 89                 | "Epizoda 2.89"  | Mirna Miličić      | Nikolina Čuljak, Milijan Ivezić, Sanja Kovačević, Dorotea Vučić, Tomislav Štefanac, Zvonimir Čizmar, Stjepan Mataušić i Ivana Mišetić                                             | 5. januar 2006     |
| U toku rvanja Marka i Iva oko pištolja Petra biva ranjena u nogu. Nedugo nakon toga Igor dolazi u stan i pod Ivovom pretnjom od on dolazi na zamisao da dovede Biserku da operiše Petri nogu. Nada i Stela i dalje muku muče sa lisicama bez ključa. |                    |                 |                    | |                    |
| 270 | 90                 | "Epizoda 2.90"  | Mirna Miličić      | Nikolina Čuljak, Milijan Ivezić, Sanja Kovačević, Dorotea Vučić, Tomislav Štefanac, Zvonimir Čizmar, Stjepan Mataušić i Ivana Mišetić                                             | 6. januar 2006     |
| Igor i Pređo dovode Biserku da operiše Petri nogu, ali ubrzo ona postaje drugi talac i Marko smišlja da traže otkup za nju od Zlatka. Danijel odlučuje da proda "Zen" da bi platio otkup za Petru, ali ne zna da ga kupuje neko njemu blizak - Zlatko. |                    |                 |                    | |                    |
| 271 | 91                 | "Epizoda 2.91"  | Berislav Makarović | Nikolina Čuljak, Tomislav Hrpka, Sanja Kovačević, Dorotea Vučić, Tomislav Štefanac, Zvonimir Čizmar, Stjepan Mataušić i Ivana Mišetić                                             | 9. januar 2006     |
| Matija pokreće potragu za Bibom jer misli da je oteta, što je i tačno, uz pomoć Branimira Pukšića, Bibinog zastupnika. Policija zamalo otkriva da Igor i Pređo voze Biserkina kola, ali ih Igor na vešt način izvlači. Marko, Igor, Biserka i Pređo odlučuju da odvedu Petru u bolnicu, ali na vratima naleću na Iva. |                    |                 |                    | |                    |
| 272 | 92                 | "Epizoda 2.92"  | Berislav Makarović | Nikolina Čuljak, Tomislav Hrpka, Sanja Kovačević, Dorotea Vučić, Tomislav Štefanac, Zvonimir Čizmar, Stjepan Mataušić i Ivana Mišetić                                             | 10. januar 2006    |
| Ivo govori da je rok za isplatu prošao i da Biserka više nije potrebna pa sa Pređom i Igorom odlazi na reku da je zajedno sa kolima bace. Pređo i Igor, koji nevoljno to čini, guraju kola u reku. |                    |                 |                    | |                    |
| 273 | 93                 | "Epizoda 2.93"  | Berislav Makarović | Nikolina Čuljak, Milijan Ivezić, Sanja Kovačević, Dorotea Vučić, Tomislav Štefanac, Zvonimir Čizmar, Stjepan Mataušić i Ivana Mišetić                                             | 11. januar 2006    |
| Nakon što se Ivo svojim kolima odaljio Igor savladava Pređa kamenom i skače u reku po Biserku i uspeva da je izvuče na suvo i odvede u bolnicu. Ona tamo govori Ivi, Matiji i Saši, koji su mislili da je Igor jedan od otmičara, da ju je Igor spasio i da se verovatno vraća da spasi Petru. Neposredno pre nego što je Igor stigao u skladište sa policijom, tamo je upao Borna i savladao Marka dok je Ivo uspeo da pobegne sa parama. Marko je uhapšen.                                                               |                    |                 |                    | |                    |
| 274 | 94                 | "Epizoda 2.93"  | Berislav Makarović | Nikolina Čuljak, Milijan Ivezić, Sanja Kovačević, Dorotea Vučić, Tomislav Štefanac, Zvonimir Čizmar, Stjepan Mataušić i Ivana Mišetić                                             | 12. januar 2006    |
| Branimir predlaže Matiji, Ivi i Saši da se nekako zahvale Igoru što je spasio Biserku koja i sama hoće da mu se zahvali za isto. Stjepan zahvaljuje Zlatku što je dao pare za otkup Petre koja je odvedena u bolnicu na oporavak. Karolina predlaže Zlatku fa Stjepan kupi od njega "Zen", ali Zlatko im odgovara da je prebacio većinsko vlasništvo na Anu. |                    |                 |                    | |                    |
| 275 | 95                 | "Epizoda 2.95"  | Berislav Makarović | Nikolina Čuljak, Tomislav Hrpka, Sanja Kovačević, Dorotea Vučić, Tomislav Štefanac, Zvonimir Čizmar, Stjepan Mataušić i Ivana Mišetić                                             | 13. januar 2006    |
| Ana dolazi u "Zen" gde je dočekuje Karolina i njih dve razgovaraju o poslu. Nakon otkrića da je Marko ustvari ubio Leona Nada je puštena i vraća se vođenju svog kafića, ali tamo je čeka neprijatno iznenađenje u vidu Robertove odluke o nastavku točenja alkohola.Poslednja pojava Ljuba Carevića. |                    |                 |                    | |                    |
| 276 | 96                 | "Epizoda 2.96"  | Nikola Ivanda      | Nikolina Čuljak, Tomislav Hrpka, Sanja Kovačević, Dorotea Vučić, Tomislav Štefanac, Zvonimir Čizmar, Stjepan Mataušić i Ivana Mišetić                                             | 16. januar 2006    |
| Nada uspeva da natera Roberta na staru politiku netočenja alkohola. U skladište u kom Igor boravi dolaze inspektor Tražić i dva policajca da izvrše pretres jer je to i dalje mesto zločina otmice Petre i Biserke, a Igor doživljava dosađivanje inspektora. Petra dovodi Igora da živi u vili Novakovih. Biserka ima poteškoća sa Zlatkovim poklonom Matiji - bubnjevima. |                    |                 |                    | |                    |
| 277 | 97                 | "Epizoda 2.97"  | Nikola Ivanda      | Nikolina Čuljak, Tomislav Hrpka, Sanja Kovačević, Dorotea Vučić, Tomislav Štefanac, Zvonimir Čizmar, Stjepan Mataušić i Ivana Mišetić                                             | 17. januar 2006    |
| Igor se polako prilagođava na život u vili Novakovih. Lidija dolazi u Nadin kafić i njih dve se mire. U porodilištu, Iva i Saša otkrivaju neprijatno iznenađenje - Igora u poseti Dori. Igor objašnjava Saši o tome ko je ustvari otac deteta. |                    |                 |                    | |                    |
| 278 | 98                 | "Epizoda 2.98"  | Nikola Ivanda      | Nikolina Čuljak, Milijan Ivezić, Sanja Kovačević, Dorotea Vučić, Tomislav Štefanac, Zvonimir Čizmar, Stjepan Mataušić i Ivana Mišetić                                             | 18. januar 2006    |
| Nakon otkrića Igora o tome ko je otac Dore Iva plačući odlazi iz bolnice, a Saša razmišlja o Igorovoj tvrdnji gledajući Doru. Lidija i Robert sami večeraju uz sveće, a Tihana navlači Lanu na heroin. |                    |                 |                    | |                    |
| 279 | 99                 | "Epizoda 2.99"  | Nikola Ivanda      | Nikolina Čuljak, Milijan Ivezić, Sanja Kovačević, Dorotea Vučić, Tomislav Štefanac, Zvonimir Čizmar, Stjepan Mataušić i Ivana Mišetić                                             | 19. januar 2006    |
| Jakov otkriva Lidiji da je Robert u vezi sa Filipom pa Lidija izbacuje Roberta iz stana. Robert besno odlazi kod Filipe i viče na nju zbog toga, a ona mu govori da ništa nije govorila pa se on smiruje. U vili Novakovih se održava prijem zbog važnog posla. Robert otkriva da mu je nestala veća svota novca iz novčanika. |                    |                 |                    | |                    |
| 280 | 100                | "Epizoda 2.100" | Nikola Ivanda      | Nikolina Čuljak, Milijan Ivezić, Sanja Kovačević, Dorotea Vučić, Tomislav Štefanac, Zvonimir Čizmar, Stjepan Mataušić i Ivana Mišetić                                             | 20. januar 2006    |
| Robert suočava Lanu sa svojim otkrićem da ona šmrče heroin, ali ne stiže da dublje prodre u tu poteškoću jer se Filipa vratila u stan. Tina uverava Dejana da se ne skida pred kamerama i da se jedino skinula za reklamu za detrdžent, ali Dejana to muči po gotovu kad na času informatike na internetu ugleda snimak koji je Šime tajno snimio kad se ona skidala pred ogledalom. Jaz između Ive i Saše je sve veći. |                    |                 |                    | |                    |
| 281 | 101                | "Epizoda 2.101" | Ljubo Lasić        | Nikolina Čuljak, Tomislav Hrpka, Sanja Kovačević, Dorotea Vučić, Tomislav Štefanac, Zvonimir Čizmar, Stjepan Mataušić i Ivana Mišetić                                             | 23. januar 2006    |
| Tina pokušava da objasni Dejanu da ju je Šime tajno snimio dok se presvlačila, ali on joj ne veruje. Irog ide još jednom Dori u posetu, što živcira Ivu i Sašu. Karolina dovodi stranku firme kod Biserke u stan i zatiču Anu u kecelji. Branimir iznenada ljubi Biserku. |                    |                 |                    | |                    |
| 282 | 102                | "Epizoda 2.102" | Ljubo Lasić        | Nikolina Čuljak, Milijan Ivezić, Sanja Kovačević, Dorotea Vučić, Tomislav Štefanac, Zvonimir Čizmar, Stjepan Mataušić i Ivana Mišetić                                             | 24. januar 2006    |
| Branimir se izvinjava Biserki za poljubac. Danijel dobija otkaz. Dejan oprašta Tini i njih dvoje nastavljaju vezu. Karolina na sve načine pokušava da odvoji Igora i Petru. |                    |                 |                    | |                    |
| 283 | 103                | "Epizoda 2.103" | Ljubo Lasić        | Nikolina Čuljak, Milijan Ivezić, Sanja Kovačević, Dorotea Vučić, Tomislav Štefanac, Zvonimir Čizmar, Stjepan Mataušić i Ivana Mišetić                                             | 25. januar 2006    |
| Danijel kao novi posao dobija šankerisanje u Nadinom kafiću, a Ana uzvraća udarac Borni za Danijelov otkaz. Branimir i Biserka raspravljaju o svom odnosu, i ličnom i poslovnom. |                    |                 |                    | |                    |
| 284 | 104                | "Epizoda 2.104" | Ljubo Lasić        | Nikolina Čuljak, Milijan Ivezić, Sanja Kovačević, Dorotea Vučić, Tomislav Štefanac, Zvonimir Čizmar, Stjepan Mataušić i Ivana Mišetić                                             | 26. јануар 2006.   |
| Karolina dolazi kod Biserke i razgovara sa njom o njenoj tužbi protiv Zlatka. Posle razgovora Biserka odlučuje da nastavi sa tužbom o čemu obaveštava i Branimira. |                    |                 |                    | |                    |
| 285 | 105                | "Epizoda 2.105" | Ljubo Lasić        | Nikolina Čuljak, Milijan Ivezić, Sanja Kovačević, Dorotea Vučić, Tomislav Štefanac, Zvonimir Čizmar, Stjepan Mataušić i Ivana Mišetić                                             | 27. јануар 2006.   |
| Petra se sve više zbližava sa Igorom, a to na kraju završava vezom. Tihana i Lana odlučuju da oopljačkaju zlataru da bi platile drogu. |                    |                 |                    | |                    |
| 286 | 106                | "Epizoda 2.106" | Mirna Miličić      | Nikolina Čuljak, Milijan Ivezić, Sanja Kovačević, Dorotea Vučić, Tomislav Štefanac, Zvonimir Čizmar, Stjepan Mataušić i Ivana Mišetić                                             | 30. јануар 2006.   |
| Robert pokušava na sve načine da skine Lanu sa droge zbog čega je na kraju ubacuje pod hladan tuš. Stela iz besa što Danijel nije išao sa njom na izložbu u Nadin kafić dovodi svog prijatelja Žaka što se završava katastrofalno. |                    |                 |                    | |                    |
| 287 | 107                | "Epizoda 2.107" | Mirna Miličić      | Nikolina Čuljak, Milijan Ivezić, Sanja Kovačević, Dorotea Vučić, Tomislav Štefanac, Zvonimir Čizmar, Stjepan Mataušić i Ivana Mišetić                                             | 31. јануар 2006.   |
| Stela u toku svog pijanstva u kafiću pred Nadom otkriva nešto što nije trebala pa Nada onda govori Danijelu da sutra ne treba da dolazi na posao. Nakon Tihaninog pojavljivanja u Filipinom stanu Robert je "izbacuje" napolje i zadržava Lanu u stanu da ne izađe napolje. |                    |                 |                    | |                    |
| 288 | 108                | "Epizoda 2.108" | Mirna Miličić      | Nikolina Čuljak, Tomislav Hrpka, Sanja Kovačević, Dorotea Vučić, Tomislav Štefanac, Zvonimir Čizmar, Stjepan Mataušić i Ivana Mišetić                                             | 1. фебруар 2006.   |
| Biserka na ručku sa Branimirom u Nadinom kafiću razgovara o tužbi i prilikom toga mu oduva jednu dlačicu sa lica što foto-aparatom snimi lični istražitelj koga je unajmio Zlatko. Zlatko kasnije pokazuje svom zastupniku Žugiću tu istu sliku, ali obrađenu u foto-šopu, koja pokazuje sasvim drugu situaciju koja bi mogla da ugrozi Biserkinu tužbu. |                    |                 |                    | |                    |
| 289 | 109                | "Epizoda 2.109" | Mirna Miličić      | Nikolina Čuljak, Tomislav Hrpka, Sanja Kovačević, Dorotea Vučić, Tomislav Štefanac, Zvonimir Čizmar, Stjepan Mataušić i Ivana Mišetić                                             | 2. фебруар 2006.   |
| Iz bolnice javljaju da Dora može kući i u stanu Lončarevih se organizuje slavlje povodom njenog dolaska. U toku slavlja Zlatko pokazuje Biserki obrađenu sliku nakon čega mu Biserka opaljuje šamar. Proslava se završava katastrofalno kad se navratima stana pojavi Igor sa velikim plišanim medvedom za Doru. |                    |                 |                    | |                    |
| 290 | 110                | "Epizoda 2.110" | Mirna Miličić      | Nikolina Čuljak, Tomislav Hrpka, Sanja Kovačević, Dorotea Vučić, Tomislav Štefanac, Zvonimir Čizmar i Ivana Mišetić                                                               | 3. фебруар 2006.   |
| Nakon što je izbačen iz stana Lončarevih, Igor sve čvršće odlučuje da se bori i za očinstvo i za starateljstvo nad Dorom. Stjepan mu nudi neočekivanu ponudu. |                    |                 |                    | |                    |
| 291 | 111                | "Epizoda 2.111" | Berislav Makarović | Nikolina Čuljak, Ivana Milković, Milijan Ivezić, Sanja Kovačević, Tomislav Hrpka, Dorotea Vučić, Zvonimir Čizmar i Ivana Mišetić                                                  | 6. фебруар 2006.   |
| Igor prihvata 20000 evra od Stjepana u zamenu da nestane iz Petrinog života. On kasnije odlazi u stan Lončarevih i saopštava Biserki, Ivi i Saši da je dobio nalog za DNK analizu. |                    |                 |                    | |                    |
| 292 | 112                | "Epizoda 2.112" | Berislav Makarović | Nikolina Čuljak, Ivana Milković, Milijan Ivezić, Sanja Kovačević, Tomislav Hrpka, Dorotea Vučić, Zvonimir Čizmar i Ivana Mišetić                                                  | 7. фебруар 2006.   |
| Biserka dolazi u kuću Novakovih kako bi porazgovarala sa Igorom o njegovoj odluci i govori mu da će se i oni boriti svim sredstvima. Zlatku zastupnik javlja da neko kopa po njegovim poslovima u Argentini. |                    |                 |                    | |                    |
| 293 | 113                | "Epizoda 2.113" | Berislav Makarović | Nikolina Čuljak, Ivana Milković, Milijan Ivezić, Sanja Kovačević, Tomislav Hrpka, Dorotea Vučić, Zvonimir Čizmar i Ivana Mišetić                                                  | 8. фебруар 2006.   |
| Matija razgovara sa Biserkom o njenom odnosu sa Branimirom nakon što mu je Zlatko pokazao montiranu sliku na kojoj se Biserka i Branimir ljube. Na sudu dolazi do iznenađujućeg obrta. |                    |                 |                    | |                    |
| 294 | 114                | "Epizoda 2.114" | Berislav Makarović | Nikolina Čuljak, Ivana Milković, Milijan Ivezić, Sanja Kovačević, Tomislav Hrpka, Dorotea Vučić, Zvonimir Čizmar i Ivana Mišetić                                                  | 9. фебруар 2006.   |
| Petra izjavljuje Igoru ljubav, a onda kasnije na videlo izlazi Stjepanov pokušaj potplaćivanja Igor kako bi Igor ostavio Petru. Petra onda donosi važnu odluku koja će joj zauvek promeniti život. |                    |                 |                    | |                    |
| 295 | 115                | "Epizoda 2.115" | Berislav Makarović | Nikolina Čuljak, Ivana Milković, Milijan Ivezić, Sanja Kovačević, Tomislav Hrpka, Dorotea Vučić, Zvonimir Čizmar i Ivana Mišetić                                                  | 10. фебруар 2006.  |
| U stanu Lončarevih se sprema krštenje Dori i tamo vlada pravi haos. Nakon što dođu u crkvu, Lončarevi i Barići vide prizor koji će ih sve potresti do koske. |                    |                 |                    | |                    |
| 296 | 116                | "Epizoda 2.116" | Nikola Ivanda      | Nikolina Čuljak, Alan Čubrilo, Ivana Milković, Milijan Ivezić, Sanja Kovačević, Tomislav Hrpka, Dorotea Vučić, Zvonimir Čizmar i Ivana Mišetić                                    | 13. фебруар 2006.  |
| Petra objavljuje potresne vesti (po Novakove) da su se ona i Igor venčali. Nakon venčanja dolazi do okršaja između Saše i Igora, ali niko nije teže povređen jer su Danijel i Matija uspeli da ih razdvoje. |                    |                 |                    | |                    |
| 297 | 117                | "Epizoda 2.117" | Nikola Ivanda      | Nikolina Čuljak, Alan Čubrilo, Ivana Milković, Milijan Ivezić, Sanja Kovačević, Tomislav Hrpka, Dorotea Vučić, Zvonimir Čizmar i Ivana Mišetić                                    | 14. фебруар 2006.  |
| Stjepan donosi odluku o tome da Petra i Igor pronađu stan pa Petra i Igor započinju pakovanje. Saša donosi ključnu odluku u vezi Dore, ali o tome ne govori Ivi. |                    |                 |                    | |                    |
| 298 | 118                | "Epizoda 2.118" | Nikola Ivanda      | Nikolina Čuljak, Alan Čubrilo, Ivana Milković, Milijan Ivezić, Sanja Kovačević, Tomislav Hrpka, Dorotea Vučić, Zvonimir Čizmar i Ivana Mišetić                                    | 15. фебруар 2006.  |
| Saša i Igor su se konačno zajednički složili da urade analizu očinstva pa odlaze u bolnicu da završe sa tim, a tamo ih lekar obaveštava da će nalazi biti gotovi za nedelju dana. |                    |                 |                    | |                    |
| 299 | 119                | "Epizoda 2.119" | Nikola Ivanda      | Nikolina Čuljak, Alan Čubrilo, Ivana Milković, Milijan Ivezić, Sanja Kovačević, Tomislav Hrpka, Dorotea Vučić, Zvonimir Čizmar i Ivana Mišetić                                    | 16. фебруар 2006.  |
| Ana se neprijatno iznenađuje kada je uhvatila Zlatka i Karolinu u neprikladnoj situaciji. Iva besni što je Saša otišao sa Dorom na pretragu za očinstvo, a nepoznati napadač je gadno isprebijao Dejana. |                    |                 |                    | |                    |
| 300 | 120                | "Epizoda 2.120" | Nikola Ivanda      | Nikolina Čuljak, Alan Čubrilo, Ivana Milković, Milijan Ivezić, Sanja Kovačević, Tomislav Hrpka, Dorotea Vučić, Zvonimir Čizmar i Ivana Mišetić                                    | 17. фебруар 2006.  |
| Tina dobija vesti da je Dejan napadnut i hitno odlazi u bolnicu vidno potresena. Petra donosi odluku da zaposli Igora u "Vi stajlu". Lana je zapanjena slučajnim otkrićem ko je isprebijao Dejana dok dr. Milković daje Ivi nalaze koji govore ko je Dorin otac. |                    |                 |                    | |                    |
| 301 | 121                | "Epizoda 2.121" | Nikola Ivanda      | Nikolina Čuljak, Alan Čubrilo, Ivana Milković, Milijan Ivezić, Sanja Kovačević, Tomislav Hrpka, Dorotea Vučić, Zvonimir Čizmar, Marijana Nola i Ivana Mišetić                     | 20. фебруар 2006.  |
| Saši su sve lađe potonule kad je na listu hartije pročitao da je Dorin otac Igor, pa je pobesneo u bolnici. Dejanu srce otkazuje, ali lekari intervencijom uspevaju da ga stabilizuju. Lana govori Tini ko je isprebijao Dejana. |                    |                 |                    | |                    |
| 302 | 122                | "Epizoda 2.122" | Ljubo Lasić        | Nikolina Čuljak, Alan Čubrilo, Ivana Milković, Milijan Ivezić, Sanja Kovačević, Tomislav Hrpka, Dorotea Vučić, Zvonimir Čizmar, Marijana Nola i Ivana Mišetić                     | 21. фебруар 2006.  |
| Tina ne veruje Laninoj priči o tome ko je pretukao Dejana. Iva pravi sporazum sa Igorom oko viđanja Dore koji oboma odgovara. Već tokom prve Igorove posete situacija u kući postaje malko napeta. Saša preko bebi telefona čuje nešto što nikako nije smeo da čuje.Prva pojava Nikole Benčića. |                    |                 |                    | |                    |
| 303 | 123                | "Epizoda 2.123" | Ljubo Lasić        | Nikolina Čuljak, Alan Čubrilo, Ivana Milković, Milijan Ivezić, Sanja Kovačević, Tomislav Hrpka, Dorotea Vučić, Zvonimir Čizmar, Marijana Nola i Ivana Mišetić                     | 22. фебруар 2006.  |
| Tina sa Lanom pokreće "istragu" da bi nabavila dokaz i uverila se u Laninu priču o tome ko je pretukao Dejana. Nakon onoga što je čuo preko bebi telefona, Saša donosi važnu odluku u svom životu. Zlatko posećuje dom Novakovih. |                    |                 |                    | |                    |
| 304 | 124                | "Epizoda 2.124" | Mirna Miličić      | Nikolina Čuljak, Alan Čubrilo, Ivana Milković, Milijan Ivezić, Sanja Kovačević, Tomislav Hrpka, Dorotea Vučić, Zvonimir Čizmar, Marijana Nola i Ivana Mišetić                     | 23. фебруар 2006.  |
| Zlatko pravi Karolini scenu pred radnicima u vinogradu. Iva plače kao kiša zbog Sašinog iznenadnog odlaska u Italiju, a Karolina i Stjepan u novinama čitaju nešto neverovatno. Nakon što je zamalo udario Tinu, Lidija puca u Roberta. |                    |                 |                    | |                    |
| 305 | 125                | "Epizoda 2.125" | Ljubo Lasić        | Nikolina Čuljak, Alan Čubrilo, Ivana Milković, Milijan Ivezić, Sanja Kovačević, Tomislav Hrpka, Dorotea Vučić, Zvonimir Čizmar, Marijana Nola i Ivana Mišetić                     | 24. фебруар 2006.  |
| Policija obrađuje Lidijin stan nakon što je ona upucala Roberta i pogodila u rame raneći ga. Kasnije odlazi da da iskaz. Ana odlazi da porazgovara sa Karolinom u vinogradu, ali tamo jedan od radnika gura bačve na nju. |                    |                 |                    | |                    |
| 306 | 126                | "Epizoda 2.126" | Mirna Miličić      | Nikolina Čuljak, Josip Visković, Ivana Milković, Milijan Ivezić, Sanja Kovačević, Tomislav Hrpka, Dorotea Vučić, Zvonimir Čizmar, Marijana Nola i Ivana Mišetić                   | 27. фебруар 2006.  |
| Nikola Benčić, jedan od radnika u vinogradu, uspeva da spasi Anu. Biraju se kostimi za maskembal kod Nade. Igor i Petra dolze u posetu Dori, a u isto vreme dolazi i Danijel na ručak. |                    |                 |                    | |                    |
| 307 | 127                | "Epizoda 2.127" | Mirna Miličić      | Nikolina Čuljak, Josip Visković, Ivana Milković, Milijan Ivezić, Sanja Kovačević, Tomislav Hrpka, Dorotea Vučić, Zvonimir Čizmar, Marijana Nola i Ivana Mišetić                   | 28. фебруар 2006.  |
| Kod Nade u kafiću je prijatna maskembalska atmosfera. Zlatko koristi maskembal kako bi sklopio poznanstvo koje bi moglo mnogo da mu donese. Na kraju maskembala Stela proglašava pobednike - Anu i Bornu. Igor odlazi do sobe u kojoj je Iva i tamo se dešava nešto neočekivano. |                    |                 |                    | |                    |
| 308 | 128                | "Epizoda 2.128" | Mirna Miličić      | Nikolina Čuljak, Josip Visković, Ivana Milković, Milijan Ivezić, Sanja Kovačević, Tomislav Hrpka, Dorotea Vučić, Zvonimir Čizmar, Marijana Nola i Ivana Mišetić                   | 1. март 2006.      |
| Zlatko je uspeo da iskoristi priliku da se slika za novine na maskembalu. Stjepan i Karolina pružaju podršku Lidiji i Tini nakon što je Robert odveden u ludnicu dok Ana sprema Borni jedno neprijatno iznenađenje. |                    |                 |                    | |                    |
| 309 | 129                | "Epizoda 2.129" | Mirna Miličić      | Nikolina Čuljak, Josip Visković, Ivana Milković, Milijan Ivezić, Sanja Kovačević, Tomislav Hrpka, Dorotea Vučić, Zvonimir Čizmar, Marijana Nola i Ivana Mišetić                   | 2. март 2006.      |
| Nakon što je Ana sa Nikolom dovela tri praseta u Borninu agenciju, Zlatko se neočekivano pojavljuje sa novinarima i reklamira se za izbornu kampanju, ali spot donosi Borni veliku štetu za agenciju zbog čega možda ode u stečaj. Sa druge strane, negativni članak u vezi "V stajla" izlazi u novinama. |                    |                 |                    | |                    |
| 310 | 130                | "Epizoda 2.130" | Mirna Miličić      | Nikolina Čuljak, Josip Visković, Sanja Kovačević, Dorotea Vučić, Tomislav Štefanac, Zvonimir Čizmar, Stjepan Mataušić i Ivana Mišetić                                             | 3. март 2006.      |
| Zlatko otkriva ko je smestio Lidiji, Stjepan nudi Nikoli mesto upravnika vinarije dok Matija doživljava potres kad vidi Branimira kako izlazi iz kupatila. Karolina nudi Lidiji novi posao u Milanu. |                    |                 |                    | |                    |
| 311 | 131                | "Epizoda 2.131" | Dinko Paleka       | Nikolina Čuljak, Josip Visković, Ivana Milković, Milijan Ivezić, Sanja Kovačević, Tomislav Hrpka, Dorotea Vučić, Zvonimir Čizmar, Marijana Nola i Ivana Mišetić                   | 6. март 2006.      |
| Borna besni što je Stjepan primio Nikolu da prespava u kući i još mu dao posao u vinariji kad se završi. Zlatko pokušava da se pomiri sa Biserkom, ali upada u sukob sa Branimirom zbog čega biva izbačen iz stana. Kulminacija između Jakova i Adrijana dostiže vrhunac zbog čega Adrijan izvlači deblji kraj. |                    |                 |                    | |                    |
| 312 | 132                | "Epizoda 2.132" | Dinko Paleka       | Nikolina Čuljak, Josip Visković, Ivana Milković, Milijan Ivezić, Sanja Kovačević, Tomislav Hrpka, Dorotea Vučić, Zvonimir Čizmar, Marijana Nola i Ivana Mišetić                   | 7. март 2006.      |
| Zlatko i dalje nastavlja svoje bavljenje oko politike i daje intervju za novine u kome opisuje bolest svoje supruge Gabrijele zbog čega nailazi na bes kod Ane. Posle toga daje izjavu za televiziju u kojoj kritikuje Bornin rad sa "Bramadom". Kasnije, Lidija hvata Karolinu i njega na delu u vinogradu. |                    |                 |                    | |                    |
| 313 | 133                | "Epizoda 2.133" | Dinko Paleka       | Nikolina Čuljak, Josip Visković, Ivana Milković, Milijan Ivezić, Sanja Kovačević, Tomislav Hrpka, Dorotea Vučić, Zvonimir Čizmar, Marijana Nola i Ivana Mišetić                   | 8. март 2006.      |
| Lidija se pakuje zbog posla u Milanu. U toku pakovanja nailazi Stjepan i ona mu kroz razgovor otkriva da ga Karolina vara, ali ne i sa kim. Petra se oprašta od Lidije. Policajac naleće na Branimira i Biserku u toku njihovog vođenja ljubavi u kolima i stiče pogrešan utisak da Biserka prodaje svoje telo. |                    |                 |                    | |                    |
| 314 | 134                | "epizoda 2.135" | Dinko Paleka       | Nikolina Čuljak, Josip Visković, Ivana Milković, Milijan Ivezić, Sanja Kovačević, Tomislav Hrpka, Dorotea Vučić, Zvonimir Čizmar, Marijana Nola i Ivana Mišetić                   | 9. март 2006.      |
| Lidija odlazi u Milano, ali pre toga odlazi sa Tinom i Jakovom na groblje da zapali Leonu sveću. Stjepan misli da se njih dvoje nisu rastali u najboljem odnosu. S' druge strane, Borna govori Jakovu da se "Terapromu" ne piše dobro, Biserka je puštena iz policije nakon Ivinog iskaza, a Karolina je zadovoljna Lidijinim odlaskom. |                    |                 |                    | |                    |
| 315 | 135                | "Epizoda 2.135" | Dinko Paleka       | Nikolina Čuljak, Josip Visković, Ivana Milković, Milijan Ivezić, Sanja Kovačević, Tomislav Hrpka, Dorotea Vučić, Zvonimir Čizmar, Marijana Nola i Ivana Mišetić                   | 10. март 2006.     |
| Tina prelazi u Jakovov stan, a Danijel i Stela po prvi put nailaze na kamen spoticanja u svojoj vezi. Matija ne odobrava Biserkinu vezu sa Branimirom jer misli da mu se majka zabavlja sa klincem.Poslednja stalna pojava Lidije Bauer. |                    |                 |                    | |                    |
| 316 | 136                | "Epizoda 2.136" | Nikola Ivanda      | Nikolina Čuljak, Maja Cvetković, Ivana Milković, Milijan Ivezić, Sanja Kovačević, Tomislav Hrpka, Dorotea Vučić, Zvonimir Čizmar, Marijana Nola i Ivana Mišetić                   | 13. март 2006.     |
| Zlatko i Stela odlaze na humanitarni koncert klasične muzike, a Danijel ostaje sam u stanu. Tina i Lana razgovaraju o pravljenju žurke povodom Tininog preseljenja u Jakovov stan, a Branimir sprema Biserki iznenađenje. |                    |                 |                    | |                    |
| 317 | 137                | "Epizoda 2.137" | Nikola Ivanda      | Nikolina Čuljak, Maja Cvetković, Ivana Milković, Milijan Ivezić, Sanja Kovačević, Tomislav Hrpka, Dorotea Vučić, Zvonimir Čizmar, Marijana Nola i Ivana Mišetić                   | 14. март 2006.     |
| Tina, Lana, Matija i Nenad prave žurku povodom Tininog useljenja kod Jakova kojoj prisustvuju i Dejan, Filipa, Borna, Petra i Igor. Stela ima poteškoća jer ne može da pronađe minđušu koju je izgubila, pa na sve načine pokušava da potraži pomoć u vezi toga. Neposredno pred kraj žurke stiže i jedan "nepozvani" gost. |                    |                 |                    | |                    |
| 318 | 138                | "Epizoda 2.138" | Nikola Ivanda      | Nikolina Čuljak, Maja Cvetković, Ivana Milković, Milijan Ivezić, Sanja Kovačević, Tomislav Hrpka, Dorotea Vučić, Zvonimir Čizmar, Marijana Nola i Ivana Mišetić                   | 15. март 2006.     |
| Tanja otkriva Jakovu kakvu igru Adrijan igra, pa Jakov odlazi da se suoči sa njim u bolnici, ali tamo doživljava najjači potres ikada. Danijel pronalazi Stelinu minđušu na Zlatkovom krevetu. |                    |                 |                    | |                    |
| 319 | 139                | "Epizoda 2.139" | Nikola Ivanda      | Nikolina Čuljak, Maja Cvetković, Ivana Milković, Milijan Ivezić, Sanja Kovačević, Tomislav Hrpka, Dorotea Vučić, Zvonimir Čizmar, Marijana Nola i Ivana Mišetić                   | 16. март 2006.     |
| Nakon što je napravio ispad u Nadinom kafiću i ispolivao šampanjcem Stelu i Zlatka, Danijel raskida sa Stelom, pakuje svoje stvari i vraća se u stan Lončarevih. Ana dovodi Bornu u stan kako bi ga pomirila sa Nikolom. |                    |                 |                    | |                    |
| 320 | 140                | "Epizoda 2.140" | Nikola Ivanda      | Nikolina Čuljak, Maja Cvetković, Ivana Milković, Milijan Ivezić, Sanja Kovačević, Tomislav Hrpka, Dorotea Vučić, Zvonimir Čizmar, Marijana Nola i Ivana Mišetić                   | 17. март 2006.     |
| Danijel planira da da otkaz u Nadinom kafiću jer je Stela suvlasnica, a Petra pokušava da dobije telefonom svoju drugaricu koja je u Hong Kongu. Karolina poziva svog starog poznanika da joj nešto učini. U "Vi stajlu" izbija požar i Petra ostaje zarobljena.Poslednja stalna pojava Matije Lončara. |                    |                 |                    | |                    |
| 321 | 141                | "Epizoda 2.141" | Ljubo Lasić        | Nikolina Čuljak, Maja Cvetković, Ivana Milković, Milijan Ivezić, Sanja Kovačević, Tomislav Hrpka, Dorotea Vučić, Zvonimir Čizmar, Marijana Nola i Ivana Mišetić                   | 20. март 2006.     |
| Danijel upada u požarom zahvaćen "Vi stajl" i spašava Petru. Nakon toga je Stjepan i Karolina odvode u kuću. Inspektor Tražić obaveštava Novakove i Igora da je požar podmetnut. Matija dobija ponudu da se slika za jedan časopis za mlade.Pojava Matije Lončara. |                    |                 |                    | |                    |
| 322 | 142                | "Epizoda 2.142" | Ljubo Lasić        | Nikolina Čuljak, Maja Cvetković, Sanja Kovačević, Dorotea Vučić, Tomislav Štefanac, Zvonimir Čizmar, Stjepan Mataušić i Ivana Mišetić                                             | 21. март 2006.     |
| Policija nastavlja da istražuje požar. Borna i Nikola započinju svoj prvi zajednički radni dan. Biserka preti Matiji da će mu zabraniti da svir u benud ako se ne popravi u školi. Inspektor Tražić dolazi u Petrin i Igorov stan i obaveštava ih da Petra više nije na spisku osumnjičenih jer osiguranje neće pokriti štetu jer nije uplaćivano. Petra shvata da je Igor zaboravio da uplati osiguranje.Pojava Matije Lončara.                                                                                           |                    |                 |                    | |                    |
| 323 | 143                | "Epizoda 2.143" | Ljubo Lasić        | Nikolina Čuljak, Maja Cvetković, Ivana Milković, Milijan Ivezić, Sanja Kovačević, Tomislav Hrpka, Dorotea Vučić, Zvonimir Čizmar, Marijana Nola i Ivana Mišetić                   | 22. март 2006.     |
| U središtu pažnje je otvaranje vinarije "Novak", a Borna na otvaranju koristi priliku da ponizi Nikolu, ali to i ne prolazi baš kako je on zamišljao.Pojava Matije Lončara. |                    |                 |                    | |                    |
| 324 | 144                | "Epizoda 2.144" | Ljubo Lasić        | Nikolina Čuljak, Maja Cvetković, Ivana Milković, Milijan Ivezić, Sanja Kovačević, Tomislav Hrpka, Dorotea Vučić, Zvonimir Čizmar, Marijana Nola i Ivana Mišetić                   | 23. март 2006.     |
| Petra i Igor su u buli i zbog "Vi stajla" i zbog stana, a Zlatko skuplja potpise za kandidaturu. Tina razgovara sa Dejanom koji joj saopštava da odlazi u Zadar na rehabilitaciju. Ive bezuspešno pokušava da dobije Sašu, a Tina donosi važnu odluku o bendu.Pojava Matije Lončara. |                    |                 |                    | |                    |
| 325 | 145                | "Epizoda 2.145" | Ljubo Lasić        | Nikolina Čuljak, Maja Cvetković, Ivana Milković, Milijan Ivezić, Sanja Kovačević, Dorotea Vučić, Tomislav Hrpka, Zvonimir Čizmar, Stjepan Mataušić, Marijana Nola i Ivana Mišetić | 24. март 2006.     |
| U kući Novakovih se pojavljuje lice iz Karolinine prošlosti, a Karolina čini sve što je u njenoj moći da Novakovi ne saznaju odakle ona poznaje pridošlicu i gde je provela proteklih nekoliko godina. Matija na sve načine pokušava da ubedi Tinu da se vrati u bend, međutim, kada to ne uspe, on smišlja drugi plan.Pojava Matije Lončara. |                    |                 |                    | |                    |
| 326 | 146                | "Epizoda 2.146" | Mirna Miličić      | Nikolina Čuljak, Ivana Milković, Milijan Ivezić, Sanja Kovačević, Tomislav Hrpka, Zvonimir Čizmar, Marijana Nola i Ivana Mišetić                                                  | 27. март 2006.     |
| U toku kraćeg nestanka struje Tina u Jakovljevom stanu naleće na Nikolu i, ne znajući ko je on, udara ga torbom. Petra razgovara sa Stjeanom i Karolinom da se vrati u vilu Novakovih sa Igorom na privremeno vreme, ali posle iskrsava stvar sa ogrlicom koju ne može da pronađe. Filipa se pravi da je neosvojiva da bi zavela Jakova, ali Jakov uspeva da prozre njen plan. |                    |                 |                    | |                    |
| 327 | 147                | "Epizoda 2.147" | Mirna Miličić      | Nikolina Čuljak, Ivana Milković, Milijan Ivezić, Sanja Kovačević, Tomislav Hrpka, Zvonimir Čizmar, Marijana Nola i Ivana Mišetić                                                  | 28. март 2006.     |
| Filipin izlazak sa Jakovom se završava neslavno jer je on prozreo njenu igru. Stjepan hvata novu kućnu pomoćnicu Andreu kako gleda nogomet. Lana vežba korake za koreografiju, Zlatko započinje pripreme za organizovanje izložbe za pomoć deci u Nadinom kafiću, a Filipa zatiče Nikolu i Jakova u sumnjivom položaju. |                    |                 |                    | |                    |
| 328 | 148                | "Epizoda 2.148" | Mirna Miličić      | Nikolina Čuljak, Ivana Milković, Milijan Ivezić, Sanja Kovačević, Tomislav Hrpka, Zvonimir Čizmar, Marijana Nola i Ivana Mišetić                                                  | 29. март 2006.     |
| Ana izlaže svoje slike na dobrotvornoj izložbi koju je organizovao Zlatko. Mađutim, izložba se prekida katastrofalno kad Danijel pred novinarima nabode Zlatka pesnicom u glavu. |                    |                 |                    | |                    |
| 329 | 149                | "Epizoda 2.149" | Mirna Miličić      | Nikolina Čuljak, Ivana Milković, Milijan Ivezić, Sanja Kovačević, Tomislav Hrpka, Zvonimir Čizmar, Marijana Nola i Ivana Mišetić                                                  | 30. март 2006.     |
| Zlatko uzvraća udarac Danijelu, ali na svu sreću to ne prerasta u tuču jer ih razdvajaju i Stela odlazi da porazgovara sa Danijelom u sobi. Matija, Lana i Nenad odlaze na snimanje svog prvog spota.Pojava Matije Lončara. |                    |                 |                    | |                    |
| 330 | 150                | "Epizoda 2.150" | Mirna Miličić      | Nikolina Čuljak, Ivana Milković, Milijan Ivezić, Sanja Kovačević, Tomislav Hrpka, Zvonimir Čizmar, Marijana Nola i Ivana Mišetić                                                  | 31. март 2006.     |
| Nakon što je video spot, Matijino ponašanje se drastično menja. Prvo baca sve svoje CD-ove sa muzikom, a onda donosi odluku koja potresa sve ukućane stana Lončar - seli se kod Zlatka. Ana saznaje da je sve njene slike kupila jedna osoba - Borna. Jakov i Filipa se mire.Pojava Matije Lončara. |                    |                 |                    | |                    |
| 331 | 151                | "Epizoda 2.151" | Dinko Paleka       | Nikolina Čuljak, Ivana Milković, Ivan kovač, Milijan Ivezić, Tomislav Hrpka, Marijana Nola, Alan Čubrilo i Ivana Mišetić                                                          | 3. април 2006.     |
| Zlatko i Matija odlaze u stan Fijanovih. Ana ne veruje šta je Matija uradio. Andrea pravi još nekoliko ispada u kući Novakovih. Borna donosi Ani šarana da ga spreme za jelo, a Ani je odjednom nešto sinulo.Pojava Matije Lončara. |                    |                 |                    | |                    |
| 332 | 152                | "Epizoda 2.152" | Dinko Paleka       | Nikolina Čuljak, Ivana Milković, Ivan kovač, Milijan Ivezić, Tomislav Hrpka, Marijana Nola, Alan Čubrilo i Ivana Mišetić                                                          | 4. април 2006.     |
| Filipa govori Lani da treba da se posveti manekenskoj karijeri. Novakovi u vinariju dočekuju kupce iz Švedske. Ana je završila svoj portret Borne i ostavila mu ga u pslovnici, a na laptopu mu je ostavila poruku, ali je on nije video pa je zbog portreta doživeo malu neprijatnost.Pojava Matije Lončara. |                    |                 |                    | |                    |
| 333 | 153                | "EPizoda 2.153" | Dinko Paleka       | Nikolina Čuljak, Ivana Milković, Ivan kovač, Milijan Ivezić, Tomislav Hrpka, Marijana Nola, Alan Čubrilo i Ivana Mišetić                                                          | 5. април 2006.     |
| Filipu posaćuje poslodavac pa ona večeru kod Jakova, na koju su pozvani i Borna, Ana i Nikola, koristi kako bi reklamirala proizvode, ali se večera završava katastrofalno. Matija odlazi u London na studije.Pojava Matije Lončara. |                    |                 |                    | |                    |
| 334 | 154                | "Epizoda 2.154" | Dinko Paleka       | Nikolina Čuljak, Ivana Milković, Ivan kovač, Milijan Ivezić, Tomislav Hrpka, Marijana Nola, Alan Čubrilo i Ivana Mišetić                                                          | 6. април 2006.     |
| Danijel otkriva Steli šta mu je Zlatko smestio pa se Stela kasnije izdrala na njega. Nakon loše završenog razgovora sa Karolinom, Zlatko zove svoju vezu na carini i stornira Stjepanovu pošiljku vina koja ide za Švedsku. |                    |                 |                    | |                    |
| 335 | 155                | "Epizoda 2.155" | Dinko Paleka       | Nikolina Čuljak, Ivana Milković, Ivan Kovač, Milijan Ivezić, Tomislav Hrpka, Marijana Nola, Alan Čubrilo i Ivana Mišetić                                                          | 7. април 2006.     |
| Nakon Zlatkovog nameštaljke na carini Karolina odlučuje da je napad najbolja odbrana i govori Stjepanu šta treba da radi pa on uzvraća Zlatku udarac. Lana pravi prve modne korake. |                    |                 |                    | |                    |
| 336 | 156                | "Epizoda 2.156" | Berislav Makarović | Nikolina Čuljak, Ivana Milković, Ivan Kovač, Milijan Ivezić, Tomislav Hrpka, Marijana Nola, Alan Čubrilo i Ivana Mišetić                                                          | 10. април 2006.    |
| Nakon neuspelog zadatka koji je Karolina dala Mihaelu, Andrea se vraća i govori Karolini zbog čega je ustvari došla. Zlatko na televiziju izbacuje novi predizborni spot. Između Lane i Tine se sve više zatežu odnosi. |                    |                 |                    | |                    |
| 337 | 157                | "Epizoda 2.157" | Berislav Makarović | Nikolina Čuljak, Ivana Milković, Ivan Kovač, Milijan Ivezić, Tomislav Hrpka, Marijana Nola, Alan Čubrilo i Ivana Mišetić                                                          | 11. април 2006.    |
| Nakon Zlatkove posete Biserki, Danijel ga izbacuje iz stana. U Jakovljevom stanu počinju da se dešavaju jako čudne stvari. Nada ima problema sa Filipinim sredstvom za pranje sudova. |                    |                 |                    | |                    |
| 338 | 158                | "Epizoda 2.158" | Dinko Paleka       | Nikolina Čuljak, Ivana Milković, Ivan Kovač, Milijan Ivezić, Tomislav Hrpka, Marijana Nola, Alan Čubrilo i Ivana Mišetić                                                          | 12. април 2006.    |
| Stjepan nastavlja svoju političku kampanju. Zbog poteškoća u Jakovljevom stanu, Filipa odlučuje da prizove duha pokojnog vlasnika stana da bi oslobodili stan zaposednutosti, ali obred pokazuje da ne opseda vlasnik stan, nego neko drugi. |                    |                 |                    | |                    |
| 339 | 159                | "Epizoda 2.159" | Berislav Makarović | Nikolina Čuljak, Ivana Milković, Ivan Kovač, Milijan Ivezić, Tomislav Hrpka, Marijana Nola, Alan Čubrilo i Ivana Mišetić                                                          | 13. април 2006.    |
| Jakov nije uveren da pravi duh opseda njegov stan, a Tina pokreće novo ophođenje prema sećanju na jednu osobu - Leona. Iva otkriva da sa Dorom nešto nije u redu, Ana i Borna odlaze u kuću jednog Nikolinog prijatelja, a Lana odlazi na jednu zanimljivu žurku. |                    |                 |                    | |                    |
| 340 | 160                | "Epizoda 2.160" | Berislav Makarović | Nikolina Čuljak, Ivana Milković, Ivan Kovač, Milijan Ivezić, Tomislav Hrpka, Marijana Nola, Alan Čubrilo i Ivana Mišetić                                                          | 14. април 2006.    |
| Zlatko saznaje vrlo zanimljive podatke o Stjepanu, pa pokreće niz stvari koji bi mu naštetili, a jedna od njih je izjava za novinare sa Stjepanovim bivšim radnikom Đurom. Dorino stanje se pogoršava i lekar obaveštava Igora i Ivu da će ona morati da ide na operaciju. |                    |                 |                    | |                    |
| 341 | 161                | "Epizoda 2.161" | Ljubo Lasić        | Nikolina Čuljak, Ivana Milković, Ivan Kovač, Milijan Ivezić, Tomislav Hrpka, Marijana Nola, Alan Čubrilo i Ivana Mišetić                                                          | 17. април 2006.    |
| Nakon čudnog događaja sa Tininim kroasanom koji je neko pojeo i za šta ona misli da je Leon, još čudnije stvari počinju da se dešavaju u stanu. Zabrinutost oko Dore raste, a Stjepan razmišlja da li da se povuče iz politike. |                    |                 |                    | |                    |
| 342 | 162                | "Epizoda 2.162" | Ljubo Lasić        | Nikolina Čuljak, Ivana Milković, Ivan Kovač, Milijan Ivezić, Tomislav Hrpka, Marijana Nola, Alan Čubrilo i Ivana Mišetić                                                          | 18. април 2006.    |
| Zlatko pokušava na sve načine da vrati Stelu. Dok je Tina brisala tanjir, na njega je iz ventilacije kapala krv, ali se ubrzo otkrilo da je to pacov upao u ventilator i poginuo. Nakon neprespavane noći Biserka odlučuje da ode kod lekara i na pregledu otkriva da je u drugom stanju. |                    |                 |                    | |                    |
| 343 | 163                | "Epizoda 2.163" | Ljubo Lasić        | Nikolina Čuljak, Ivana Milković, Ivan Kovač, Milijan Ivezić, Tomislav Hrpka, Marijana Nola, Alan Čubrilo i Ivana Mišetić                                                          | 19. април 2006.    |
| Biserka razgovara sa Nadom o svojoj trudnoći, a u Filipin stan dolazi Alan kod Lane. Petra govori svima da će Stjepan platiti Dorin odlazak u Francusku na operaciju. U Jakovljev stan dolazi deratizator da očisti tavan, ali ga je na tavanu sačekala užasna sudbina. |                    |                 |                    | |                    |
| 344 | 164                | "epizoda 2.164" | Ljubo Lasić        | Nikolina Čuljak, Ivana Milković, Ivan Kovač, Milijan Ivezić, Tomislav Hrpka, Marijana Nola, Alan Čubrilo i Ivana Mišetić                                                          | 20. април 2006.    |
| I dalje kruže brige oko Dorinog zdravlja, a Petra odlazi na ginekološki pregled jer želi dete, a to ne govori Igoru, koji dolazi besan kući kao furija kad za to sazna od Biserke. Tina govori Filipi kako brine zbog Lanine veze sa Alanom. Neko je Filipi pokrao deo odeće, a jedan odevni predmet joj je isekao. |                    |                 |                    | |                    |
| 345 | 165                | "Epizoda 2.165" | Ljubo Lasić        | Nikolina Čuljak, Ivana Milković, Ivan Kovač, Milijan Ivezić, Tomislav Hrpka, Marijana Nola, Alan Čubrilo i Ivana Mišetić                                                          | 21. април 2006.    |
| Petra obaveštava Ivu da će Stjepan platiti sve troškove Dorinog lečenja u Lionu. Iva biva uznemirena kad od Biserke čuje za Petrin ginekološki pregled. Lana doživljava nešto čudno na poslu. |                    |                 |                    | |                    |
| 346 | 166                | "Epizoda 2.166" | Mirna Miličić      | Nikolina Čuljak, Ivana Milković, Ivan Kovač, Milijan Ivezić, Tomislav Hrpka, Marijana Nola, Alan Čubrilo i Ivana Mišetić                                                          | 24. април 2006.    |
| Lana razgovara sa Unom o poslu kojim se bavi i govori joj da je to jako loše, a kad kasnije Tihana, koja se u međuvremenu odvikla od droge, pokuša da baci njen kokain u šolju, Lana je izbacuje iz stana. |                    |                 |                    | |                    |
| 347 | 167                | "Epizoda 2.167" | Mirna Miličić      | Nikolina Čuljak, Ivana Milković, Ivan Kovač, Milijan Ivezić, Tomislav Hrpka, Marijana Nola, Alan Čubrilo i Ivana Mišetić                                                          | 25. април 2006.    |
| Igor mnogo više vremena provodi sa Ivom i detetom, a to muči Petru koja oseća da joj se brak raspada zbog toga, ali jedan događaj u rano jutro će promeniti njeno gledanje na Igora. Jakov i Filipa su uhvaćeni na delu. |                    |                 |                    | |                    |
| 348 | 168                | "Epizoda 2.168" | Mirna Miličić      | Nikolina Čuljak, Ivana Milković, Ivan Kovač, Milijan Ivezić, Tomislav Hrpka, Marijana Nola, Alan Čubrilo i Ivana Mišetić                                                          | 26. април 2006.    |
| Andrea daje flašu po flašu vina jednom pijancu, a Petra se oporavlja od prethodnog jutra. Jedno poznato lice se pojavljuje na vratima Jakovljevog stana što može da izazove nevolje. |                    |                 |                    | |                    |
| 349 | 169                | "Epizoda 2.169" | Mirna Miličić      | Nikolina Čuljak, Ivana Milković, Ivan Kovač, Milijan Ivezić, Tomislav Hrpka, Marijana Nola, Alan Čubrilo i Ivana Mišetić                                                          | 27. април 2006.    |
| Jakov je zabrinut za Filipu pošto ne može da je nađe, a sumnja se dodatno podiže kad Tina pozove Lanu i otkrije da Filipa nije dolazila u svoj stan. Nikola i Andrea otkrivaju jedan zanimljiv snimak na Jakovljevoj kameri. |                    |                 |                    | |                    |
| 350 | 170                | "Epizoda 2.170" | Mirna Miličić      | Nikolina Čuljak, Ivana Milković, Ivan Kovač, Milijan Ivezić, Tomislav Hrpka, Marijana Nola, Alan Čubrilo i Ivana Mišetić                                                          | 28. април 2006.    |
| Tajna Tininog duha je otkrivena, a to je neko ko ga Jakov itekako zna. Jakov i Filipa počinju da se oporavljaju od potresa. Lana odlazi na dve nedelje u opatiju. |                    |                 |                    | |                    |
| 351 | 171                | "Epizoda 2.171" | Dinko Paleka       | Nikolina Čuljak, Ivana Milković, Ivan Kovač, Milijan Ivezić, Tomislav Hrpka, Marijana Nola, Alan Čubrilo i Ivana Mišetić                                                          | 1. мај 2006.       |
| Dora se priprema za operaciju, a Danijel suočava Igor sa onim što je otkrio od Petre i preti mu. Filipa odlučuje da napravi kviz u kafiću. Andrein poslodavac se pojavljuje u vinariji. |                    |                 |                    | |                    |
| 352 | 172                | "Epizoda 2.172" | Dinko Paleka       | Nikolina Čuljak, Ivana Milković, Ivan Kovač, Milijan Ivezić, Tomislav Hrpka, Marijana Nola, Alan Čubrilo i Ivana Mišetić                                                          | 2. мај 2006.       |
| Stjepan odlučuje da podari aparate za disanje bolnici i da to iskoristi za predizbornu kampanju, međutim, otkriva neočekivanu izjavu Zlatka Fijana o nečemu što je raspravljao u vezi kampanje. U Nadinom kafiću je kviz, a na kraju kviza Borna pita Anu da žive zajedno, ali dobija neočekivani odgovor. |                    |                 |                    | |                    |
| 353 | 173                | "Epizoda 2.173" | Dinko Paleka       | Nikolina Čuljak, Ivana Milković, Ivan Kovač, Milijan Ivezić, Tomislav Hrpka, Marijana Nola, Alan Čubrilo i Ivana Mišetić                                                          | 3. мај 2006.       |
| Borna od Ane saznaje ko špijunira Stjepana za Zlatka i o tome obaveštava svog oca, a Stjepan dolazi na zamisao da to iskoristi u svoju korist pa objavljuje da se povlači iz politike. Dora se vratila sa operacije. |                    |                 |                    | |                    |
| 354 | 174                | "Epizoda 2.174" | Dinko Paleka       | Nikolina Čuljak, Ivana Milković, Ivan Kovač, Milijan Ivezić, Tomislav Hrpka, Marijana Nola, Alan Čubrilo i Ivana Mišetić                                                          | 4. мај 2006.       |
| Zlatko koristi respiratore od kojih je Stjepan odustao da proda bolnici i učini veliki korak za svoju kampanju, ali Stjepan ga zaskače na izjavi za štampu i otkriva zapise koji dokazuju da respiratori imaju kvar. Krtica u štabu Novakovih je neko njima jako blizak. Branimir vodi Biserku da upozna njegove roditelje. |                    |                 |                    | |                    |
| 355 | 175                | "Epizoda 2.175" | Dinko Paleka       | Nikolina Čuljak, Ivana Milković, Ivan Kovač, Milijan Ivezić, Tomislav Hrpka, Marijana Nola, Alan Čubrilo i Ivana Mišetić                                                          | 5. мај 2006.       |
| Stela se napila u Nadinom kafiću i odlazi kod Zlatka i sasula mu je u lice sve šta misli o njemu. Petra koristi naprsnuće na ruci kako bi stavila gips pomoću čega namerava da spasi svoj brak. Biserka i Branimir doživljavaju manji krah u svojoj vezi. |                    |                 |                    | |                    |
| 356 | 176                | "Epizoda 2.176" | Berislav Makarović | Nikolina Čuljak, Ivana Milković, Ivan Kovač, Milijan Ivezić, Tomislav Hrpka, Marijana Nola, Alan Čubrilo i Ivana Mišetić                                                          | 8. мај 2006.       |
| Zlatko ne može da se pomiri sa tim da je Stjepan od njega napravio budalu pred novinarima pa odlučuje da uzvrati udarac. Stjepan otkriva da mu neko krade kutije sa vinima. |                    |                 |                    | |                    |
| 357 | 177                | "Epizoda 2.177" | Berislav Makarović | Nikolina Čuljak, Ivana Milković, Ivan Kovač, Milijan Ivezić, Tomislav Hrpka, Marijana Nola, Alan Čubrilo i Ivana Mišetić                                                          | 9. мај 2006.       |
| Stjepanov štab za kampanju doživljava pravi potres kad u novinama izađe članak o njemu kao bigamisti. Karolina odlučuje da se osveti Zlatku pa šalje svog čoveka u Španiju, a Andrea dobija novu pošiljku koju mora da pošalje. |                    |                 |                    | |                    |
| 358 | 178                | "Epizoda 2.178" | Berislav Makarović | Nikolina Čuljak, Ivana Milković, Ivan Kovač, Milijan Ivezić, Tomislav Hrpka, Marijana Nola, Alan Čubrilo i Ivana Mišetić                                                          | 10. мај 2006.      |
| Iva odlučuje da zabrani Igoru prilazak Dori pa se oko toga savetuje sa Branimirom, a posle o nalogu obaveštava Igora i Petru. Filipa počinje da brine za Lanu zbog njenog čudnog ponašanja. |                    |                 |                    | |                    |
| 359 | 179                | "Epizoda 2.179" | Berislav Makarović | Nikolina Čuljak, Ivana Milković, Ivan Kovač, Milijan Ivezić, Tomislav Hrpka, Marijana Nola, Alan Čubrilo i Ivana Mišetić                                                          | 11. мај 2006.      |
| Iva otkriva Stjepanu da Igor tuče Petru, ali optužbe ispadaju neosnovane jer Petra čvrsto stoji iza toga da je Igor ne tuče, što i jeste tačno. Lana odlučuje da se preseli kod Alana, ali kasnije otkriva da su se Unine reči o njemu obistinile. |                    |                 |                    | |                    |
| 360 | 180                | "Epizoda 2.180" | Berislav Makarović | Nikolina Čuljak, Ivana Milković, Ivan Kovač, Milijan Ivezić, Tomislav Hrpka, Marijana Nola, Alan Čubrilo i Ivana Mišetić                                                          | 12. мај 2006.      |
| Ana otkriva Borni zašto više ne može da bude sa njim. Presek glasova je stigao i u njemu se vidi da je Zlatko za 10% ispred Stjepana. U toku izjave za štampu u Zlatkovom izbornom štabu na proslavu dolazi neko ko ga Fijanovi nisu očekivali. |                    |                 |                    | |                    |
| 361 | 181                | "epizoda 2.181" | Nikola Ivanda      | Nikolina Čuljak, Ivana Milković, Ivan Kovač, Milijan Ivezić, Tomislav Hrpka, Marijana Nola, Inge Privora, Alan Čubrilo i Ivana Mišetić                                            | 15. мај 2006.      |
| Zlatko i Ana dolaze k' sebi nakon povratka Gabrijele, Zlatkove supruge i Anine majke. Igor govori Ivi da se razvodi od Petre i da želi nju i dete, a Filipa otkriva da su joj zaplenjene stvari zbog kašnjenja sa kirijom. |                    |                 |                    | |                    |
| 362 | 182                | "Epizoda 2.182" | Nikola Ivanda      | Nikolina Čuljak, Ivana Milković, Ivan Kovač, Milijan Ivezić, Tomislav Hrpka, Marijana Nola, Inge Privora, Alan Čubrilo i Ivana Mišetić                                            | 16. мај 2006.      |
| Filipa ne zna kako da plati zaostale dugove za kiriju, ali joj za to dolazi zamisao nakon razgovora sa Lanom - počinje da prodaje svoje kozmetičke preparate na pijaci, ali je hapse. U policiji, ona uspeva da proda sve inspektoru i dvojici policajaca. |                    |                 |                    | |                    |
| 363 | 183                | "Epizoda 2.183" | Nikola Ivanda      | Nikolina Čuljak, Ivana Milković, Ivan Kovač, Milijan Ivezić, Tomislav Hrpka, Marijana Nola, Inge Privora, Alan Čubrilo i Ivana Mišetić                                            | 17. мај 2006.      |
| Nevolja sa nestalim kutijama iz vinarije "Novak" dostiže svoj vrhunac pa Stjepan na sve načine pokušava da otkrije ko krade. Filipa otkriva od Lane da je Jakov odneo njene kutije sa preostalim preparatima, ali kad stigne kod njega u stan, ona otkriva da on to rasprodaje kako bi joj pomogao. Una i Lana imaju svoje prve "lične" mušterije, ali među njima Lani zapada neko koga ona zna. |                    |                 |                    | |                    |
| 364 | 184                | "epizoda 2.184" | Nikola Ivanda      | Nikolina Čuljak, Ivana Milković, Ivan Kovač, Milijan Ivezić, Tomislav Hrpka, Marijana Nola, Inge Privora, Alan Čubrilo i Ivana Mišetić                                            | 18. мај 2006.      |
| Borna ispituje radnika po radnika kako bi otkrio ko stoji iza krađa kutija a jedan od njih mu otkriva podatak zlata vredan. Karolina počinje da proverava Andreu. |                    |                 |                    | |                    |
| 365 | 185                | "Epizoda 2.185" | Nikola Ivanda      | Nikolina Čuljak, Ivana Milković, Ivan Kovač, Milijan Ivezić, Tomislav Hrpka, Marijana Nola, Inge Privora, Alan Čubrilo i Ivana Mišetić                                            | 19. мај 2006.      |
| Zlatkova supruga Garbijela odlazi u posetu kod Biserke. Od nje otkriva za šta je sve Zlatko koristio njen novac. Karolina otkriva Borni čime se Andrea bavi. Zlatko unejmljuje ličnog istražitelja da otkrije šta je Karolina radila u Beču, ali istražitelj mu daje otkaz jer mu je Zlatko izdao priznanicu bez pokrića. |                    |                 |                    | |                    |
| 366 | 186                | "Epizoda 2.186" | Ljubo Lasić        | Nikolina Čuljak, Ivana Milković, Ivan Kovač, Milijan Ivezić, Tomislav Hrpka, Marijana Nola, Inge Privora, Alan Čubrilo i Ivana Mišetić                                            | 22. мај 2006.      |
| Zlatko otkriva ko mu je stornirao račun. Karolina priznaje Borni zbog čega ne može da otpusti Andreu, a Borna zbog toga odlučuje da se upusti u posao sa Andreom. |                    |                 |                    | |                    |
| 367 | 187                | "Epizoda 2.187" | Ljubo Lasić        | Nikolina Čuljak, Ivana Milković, Ivan Kovač, Milijan Ivezić, Tomislav Hrpka, Marijana Nola, Inge Privora, Alan Čubrilo i Ivana Mišetić                                            | 23. мај 2006.      |
| Borna sređuje svoj prvi posao sa Andreinim poslodavcem na čemu mu Andrea čestita, a nakon jednog čudnog prizora Filipa počinje da misli da je Lana lezbejka. Dora je puštena iz bolnice. |                    |                 |                    | |                    |
| 368 | 188                | "Epizoda 2.188" | Ljubo Lasić        | Nikolina Čuljak, Ivana Milković, Ivan Kovač, Milijan Ivezić, Tomislav Hrpka, Marijana Nola, Inge Privora, Alan Čubrilo i Ivana Mišetić                                            | 24. мај 2006.      |
| Novakovi i Igor kreću na krstarenje Jadranom sa poslovnim partnerima iz Švedske. U isto vreme i Danijel odlazi u Split sa Sandomm. U stanu Lončarevih je slavlje povodom Dorinog povratka. Na slavlje dolaze i Zlatko i Gabrijela. Petra je uslikala Igora u činu varanja. |                    |                 |                    | |                    |
| 369 | 189                | "Epizoda 2.189" | Ljubo Lasić        | Nikolina Čuljak, Ivana Milković, Ivan Kovač, Milijan Ivezić, Tomislav Hrpka, Marijana Nola, Inge Privora, Alan Čubrilo i Ivana Mišetić                                            | 25. мај 2006.      |
| Petra se raspravlja sa Igorom oko slike koju je napravila foto-aparatom što ishoduje jednim udarcem od Igora nakon čega Petra drugim brodom odlazi. Danijela i Sandu u "poslu" prekida Danijelov mobilni telefon. Danijel odgovara na Petrin poziv da se nađu. U vili Novakovih Andrea pravi žurku. Sami na obali, Danijel i Petra priznaju jedno drugom šta osećaju. |                    |                 |                    | |                    |
| 370 | 190                | "Epizoda 2.190" | Ljubo Lasić        | Nikolina Čuljak, Ivana Milković, Ivan Kovač, Milijan Ivezić, Tomislav Hrpka, Marijana Nola, Inge Privora, Alan Čubrilo i Ivana Mišetić                                            | 26. мај 2006.      |
| Žurka u vili postaje mučna a Nikola ne zna kako da je završi. Danijel i Petra dolaze na jahtu Novakovih i Stjepan saznaje od Petra da će da se razvede i da voli Danijela. Stjepan nasrće na Danijela koji se izmiče unazad sve više i više, ali na kraju pada sa broda u more. |                    |                 |                    | |                    |
| 371 | 191                | "Epizoda 2.191" | Dinko Paleka       | Nikolina Čuljak, Ivana Milković, Ivan Kovač, Milijan Ivezić, Tomislav Hrpka, Marijana Nola, Inge Privora, Alan Čubrilo i Ivana Mišetić                                            | 29. мај 2006.      |
| Svi bivaju potreseni Danijelovim padom u more, a Borna skače u more da ga spasi ali ne uspeva da ga pronađe. Novakovi odlaze u policiju da prijave to i daju iskaz. Igor zove Biserku da joj saopšti šta se desilo, ali na telefon dobija Ivu. |                    |                 |                    | |                    |
| 372 | 192                | "Epizoda 2.192" | Dinko Paleka       | Nikolina Čuljak, Ivana Milković, Ivan Kovač, Milijan Ivezić, Tomislav Hrpka, Marijana Nola, Inge Privora, Alan Čubrilo i Ivana Mišetić                                            | 30. мај 2006.      |
| Policija traga za nestalim Danijelom, a Biserka je van sebe zbog događaja dok Nada pokušava na sve načine da joj pomogne. Ana je zgrožena Zlatkovim ponašanjem u toku ovog teškog stanja. Borna i Igor započinju tuču u radnoj sobi koju Stjepan prekida. |                    |                 |                    | |                    |
| 373 | 193                | "Epizoda 2.193" | Dinko Paleka       | Nikolina Čuljak, Ivana Milković, Ivan Kovač, Milijan Ivezić, Tomislav Hrpka, Marijana Nola, Inge Privora, Alan Čubrilo i Ivana Mišetić                                            | 31. мај 2006.      |
| Igor odlazi iz vile Novakovih sa svojom torbom u koju je Borna sakrio "robu". Novakovi doživljavaju potres kada novine objave vest o Danijelovom padu dok Petra odlazi kod Lončarevih kako bi izrazila svoju žalost, ali biva prisiljena da ode nakon Zlatkovog ispada. |                    |                 |                    | |                    |
| 374 | 194                | "Epizoda 2.194" | Dinko Paleka       | Nikolina Čuljak, Ivana Milković, Ivan Kovač, Milijan Ivezić, Tomislav Hrpka, Marijana Nola, Inge Privora, Alan Čubrilo i Ivana Mišetić                                            | 1. јун 2006.       |
| Način na koji se Zlatko nosi sa Danijelovim nestankom frapira Gabrijelu i Anu. Igor počinje da ucenjuje Bornu zbog onoga što je otkrio, a Lana i Una se oporavljaju od "nezgode". Nikola i Ana odlaze kod Nikolinog brata, ali se ponovni susret braće završava onako kako niko nije očekivao - Antun izbacuje Nikolu napolje.Prva pojava Antuna Benčića. |                    |                 |                    | |                    |
| 375 | 195                | "Epizoda 2.195" | Dinko Paleka       | Nikolina Čuljak, Ivana Milković, Ivan Kovač, Milijan Ivezić, Tomislav Hrpka, Marijana Nola, Inge Privora, Alan Čubrilo i Ivana Mišetić                                            | 2. јун 2006.       |
| Una i Lana bivaju prinuđene da se vrate kod Alana na posao dok Nikola priča Ani celu priču o stradanju njegovih roditelja i o njegovom otuđenom bratu. Zlatko i Stjepan se suočavaju na televiziji. Braća Benčić sahranjuju svoje roditelje. U teškim trenucima, jedno staro lice se ponovo pojavljuje na vratima stana Lončarevih što najviše usrećuje Ivu.Pojava Josipa Lončara. |                    |                 |                    | |                    |
| 376 | 196                | "Epizoda 2.196" | Berislav Makarović | Nikolina Čuljak, Ivana Milković, Ivan Kovač, Milijan Ivezić, Tomislav Hrpka, Marijana Nola, Inge Privora, Alan Čubrilo i Ivana Mišetić                                            | 5. јун 2006.       |
| Josip se vratio kako bi bio uz Biserku i Ivu dok prolaze kroz teško stanje zbog Danijelovog nestanka. Karolina preti Stjepanu da ne izlazi iz politike, a Igor i dalje sedi Borni za vratom. Una i Lana upadaju u raciju.Pojava Josipa Lončara. |                    |                 |                    | |                    |
| 377 | 197                | "Epizoda 2.197" | Berislav Makarović | Nikolina Čuljak, Ivana Milković, Ivan Kovač, Milijan Ivezić, Tomislav Hrpka, Marijana Nola, Inge Privora, Alan Čubrilo i Ivana Mišetić                                            | 6. јун 2006.       |
| Josip svraća u kuću Noakovih i razgovara sa Petrom koja je jako potresena. Lana uspeva da pobegne raciji. Bornu hapse tokom primopredaje droge.Pojava Josipa Lončara. |                    |                 |                    | |                    |
| 378 | 198                | "Epizoda 2.198" | Berislav Makarović | Nikolina Čuljak, Ivana Milković, Ivan Kovač, Milijan Ivezić, Tomislav Hrpka, Marijana Nola, Inge Privora, Alan Čubrilo i Ivana Mišetić                                            | 7. јун 2006.       |
| Borna biva pušten iz zatvora jer se ispostavlja da u paketićima nije bila droga, nego brašno. Nada predlaže Biserki da organizuju Misu i da se pomole za Danijelov povratak. Vest o misi stiže i do novakovih koji dolaze na misu u crnini, ali ih Biserka tera sve sem Petre kojoj dozvoljava dolazak. Lana u toku "posla" naleće na staru drugaricu.Pojava Josipa Lončara. |                    |                 |                    | |                    |
| 379 | 199                | "Epizoda 2.199" | Berislav Makarović | Nikolina Čuljak, Ivana Milković, Ivan Kovač, Milijan Ivezić, Tomislav Hrpka, Marijana Nola, Inge Privora, Alan Čubrilo i Ivana Mišetić                                            | 8. јун 2006.       |
| Na misi su se za Danijelov povratak pomolile Nada i Iva dok je Petra htela, ali je bila previše potresena. Novakovi su se vratili kući gde Borna otkriva Karolini i Andrei da se Safet više neće vraćati. Stjepan u novinama otkriva članak o tome kako Borna švercuje drogu.Pojava Josipa Lončara. |                    |                 |                    | |                    |
| 380 | 200                | "Epizoda 2.200" | Berislav Makarović | Nikolina Čuljak, Ivana Milković, Ivan Kovač, Milijan Ivezić, Tomislav Hrpka, Marijana Nola, Inge Privora, Alan Čubrilo i Ivana Mišetić                                            | 9. јун 2006.       |
| Nakon susreta na ulici, Nada dovodi Lanu kod sebe i tamo uspeva nekako da joj pomogne dok Jakov i Filipa započinju potragu za Lanom, a Jakovu biva jasno da je sa Lanom nešto jako loše. Biserka odlazi do Josip u hotel, ali joj vrata apartmana otvara osoba istog pola.Poslednja pojava Danijela Lončara. Pojava Josipa Lončara. |                    |                 |                    | |                    |
| 381 | 201                | "Epizoda 2.201" | Mirna Miličić      | Nikolina Čuljak, Ivana Milković, Ivan Kovač, Milijan Ivezić, Tomislav Hrpka, Inge Privora, Alan Čubrilo i Ivana Mišetić                                                           | 12. јун 2006.      |
| Nada javlja Filipi da je Lana kod nje, ali kad su Filipa i Jakov stigli, njih troje otkrivaju da je Lana nestala, a Nada otkriva da joj je Lana ukrala novac. Josip dolazi u stan i govori Biserki da je prešao u Islam i da se ponovo oženio. Lana odlazi u policijsku ispostavu da se raspita o Uni, ali otkriva da se ona predozirala u zatvoru. Nakon toga, ona odlazi do Alana sa namerom da ga zakolje.Pojava Josipa Lončara.                                                                                        |                    |                 |                    | |                    |
| 382 | 202                | "Epizoda 2.202" | Mirna Miličić      | Nikolina Čuljak, Ivana Milković, Ivan Kovač, Milijan Ivezić, Tomislav Hrpka, Inge Privora, Alan Čubrilo i Ivana Mišetić                                                           | 13. јун 2006.      |
| Jakov, Filipa i Nada upadaju kod Alana u stan i razdvajaju Alana i nju, a Jakov nekoliko puta udara Alana dok Lana pokazuje Jakovu gde su dokazi onoga čime se Alan bavi. Stela počinje da piše ze kolumnu, ali Sanda je obaveštava o mogućoj tužbi protiv nje. Iva ne može da se pomiri sa tim što je njen otac uradio.Pojava Josipa Lončara. |                    |                 |                    | |                    |
| 383 | 203                | "Epizoda 2.203" | Mirna Miličić      | Nikolina Čuljak, Ivana Milković, Ivan Kovač, Milijan Ivezić, Tomislav Hrpka, Inge Privora, Alan Čubrilo i Ivana Mišetić                                                           | 14. јун 2006.      |
| Filipa odlazi do Jakova i ostavlja Lanu samu zaključanu u stanu, ali Nada dolazi i poziva policiju pa provaljuju u stan i pronalaze Lanu onesvešćenu na podu. Nedugo potom i Filipa dolazi pa Nada odlučuje da Lanu pošalju u Zagorje na odvikavanje. Filipa je zamalo izgubila starateljstvo nad Lanom. Josip konačno uspeva da pomiri Biserku i Ivu u vezi sa svojom drugom suprugom Amani pa odlazi nakon lepog opraštaja nazad u Avganistan i sa potpisanim papirima za razvod braka od Biserke.Pojava Josipa Lončara. |                    |                 |                    | |                    |
| 384 | 204                | "Epizoda 2.204" | Mirna Miličić      | Nikolina Čuljak, Ivana Milković, Ivan Kovač, Milijan Ivezić, Tomislav Hrpka, Inge Privora, Alan Čubrilo i Ivana Mišetić                                                           | 15. јун 2006.      |
| Iva odlučuje da dozvoli Igoru da viđa Doru, ali Igoru iskrsava nova teškoća - izbacuju ga iz hotela i mora da plati račun, ali nema odakle. Borna odlučuje da se osveti Nikoli zbog Ane pa mu podvaljuje na vrlo lukav način. Gabrijela je otkupila karolininih 49% akcija "Zen kozmetike".Pojava Josipa Lončara. |                    |                 |                    | |                    |
| 385 | 205                | "Epizoda 2.205" | Mirna Miličić      | Nikolina Čuljak, Ivana Milković, Ivan Kovač, Milijan Ivezić, Tomislav Hrpka, Inge Privora, Alan Čubrilo i Ivana Mišetić                                                           | 16. јун 2006.      |
| Bornina podvala kreće k'o po loju jer je u podrumu došlo do poplave zbog odvrnute slavine na buradima sa vinom i nekoliko hiljada litara je izgubljeno. Nikola čvrst u svom stavu da je podrum zaključao na odlasku, ali Borna govori kako ga nije video da zaključava. Jer nema krov nad glavom, Igor se useljava kod Filipe dok mu je još veće zadovoljstvo bilo kad je otkrio Borni da je iskamčio Stjepanu 20000 evra.Pojava Josipa Lončara.                                                                           |                    |                 |                    | |                    |
| 386 | 206                | "Epizoda 2.206" | Dinko Paleka       | Nikolina Čuljak, Ivana Milković, Ivan Kovač, Milijan Ivezić, Tomislav Hrpka, Inge Privora, Alan Čubrilo i Ivana Mišetić                                                           | 19. јун 2006.      |
| Gabrijela se suočava sa Karolinom nakon otkrića da ju je iskoristila. Tokom razgovora i nakon toga, Gabrijelino ponašanje počinje da brine Anu i Zlatka. Filipa odlučuje da se prijavi za posao u Aninom preduzeću. Petra suočava Stjepana sa svojim crnim slutnjama i tera ga da prizna Danijelovo "ubistvo".Pojava Josipa Lončara. |                    |                 |                    | |                    |
| 387 | 207                | "Epizoda 2.207" | Dinko Paleka       | Nikolina Čuljak, Ivana Milković, Ivan Kovač, Milijan Ivezić, Tomislav Hrpka, Inge Privora, Alan Čubrilo i Ivana Mišetić                                                           | 20. јун 2006.      |
| Odnos između Stjepana i Petre dolazi do velikog jaza. Karolina nagovara Stjepana da ide sa njom na dobrotvorni prijem, ali STjepan ne želi da ide zbog jaza sa Petrom pa Karolina biva prisiljena da ode sama. Filipa dobija posao kod Ane, ali dobija ga i Tina takođe. Ana govori majci kakav je odnos imao Zlatko sa Karolinom dok je ona bila u Argentini. Tokom dobrotvornog prijema Gabrijela nasrće na Karolinu i nastaje tuča između njih dve.                                                                     |                    |                 |                    | |                    |
| 388 | 208                | "Epizoda 2.208" | Dinko Paleka       | Nikolina Čuljak, Ivana Milković, Ivan Kovač, Milijan Ivezić, Tomislav Hrpka, Inge Privora, Alan Čubrilo i Ivana Mišetić                                                           | 21. јун 2006.      |
| Nakon tuče tokom dobbrotvornog prijema, stanje u domu Novakovih i u domu Fijanovih je potpuno promenjeno - Zlatko krivi Anu što je rekla majci za njega i Karolinu, a Stjepan menja ploču sa Karolinom. Stanje u Aninom preduzeću dostiže vrhunac nakon nesporazuma sa poslovnim saradnicima i smrti Filipine ribice Goldi - Filip govori Ani da izabere kojoj će od njih dve da da otkaz. |                    |                 |                    | |                    |
| 389 | 209                | "Epizoda 2.209" | Dinko Paleka       | Nikolina Čuljak, Ivana Milković, Ivan Kovač, Milijan Ivezić, Tomislav Hrpka, Inge Privora, Alan Čubrilo i Ivana Mišetić                                                           | 22. јун 2006.      |
| Ana govori Tini i Filipi da će odlučiti koju će od njih da zadrži, ali Filipa je pretiče jer kasnije govori Tini da se povlači. Petra dolazi kod Biserke i govori joj da Stjepan nešto zna o Danijelovom stradanju zbog čega Biserka odlazi kod Novakovih, ali tamo saznaje za jedan dobri skrivani događaj koji se desio pre nego što su Danijel i Petra došli na jahtu. |                    |                 |                    | |                    |
| 390 | 210                | "Epizoda 2.210" | Dinko Paleka       | Nikolina Čuljak, Ivana Milković, Ivan Kovač, Milijan Ivezić, Tomislav Hrpka, Inge Privora, Alan Čubrilo i Ivana Mišetić                                                           | 23. јун 2006.      |
| Biserka odlazi potresena od Novakovih dok Steli počinje da gorucka pod nogama zbog nečega što radi. Iva odlazi do Fijanovih i u njenom prisustvu Gabrijeli počinje da se gubi, ali Zlatko uspeva da smiri stvar. Još jedan članak novinarke "Red Ket" izlazi. Zlatko počinje da "začinjava" Gabrijeli ono što ona jede i pije. |                    |                 |                    | |                    |
| 391 | 211                | "Epizoda 2.211" | Ljubo Lasić        | Nikolina Čuljak, Ivana Milković, Ivan Kovač, Milijan Ivezić, Tomislav Hrpka, Inge Privora, Alan Čubrilo i Ivana Mišetić                                                           | 26. јун 2006.      |
| Nakon što Iva i Nada pročitaju najnoviji članak novinarke "Blek Ket", Nada odlazi u kafić shvatajući ko je ustvari ta novinarka, pa je tera da to prizna Ivi koja biva iznenađena i zgrožena otkrićem. Petrino stanje jako loše i ona odlazi iz kuće Novakovih. Zlatko poziva prijatelje na večeru, ali dolazi do velikog kraha kad se Gabrijela pojavi gola na stepeništu. |                    |                 |                    | |                    |
| 392 | 212                | "Epizoda 2.212" | Ljubo Lasić        | Nikolina Čuljak, Ivana Milković, Ivan Kovač, Milijan Ivezić, Tomislav Hrpka, Inge Privora, Alan Čubrilo i Ivana Mišetić                                                           | 27. јун 2006.      |
| Igor nagovara Filipu da otvore Hot lajn i da dele zaradu što Filipa u početku odbija, ali kasnije pristaje na to zbog novca. Jakov misli da ga ona vara, a Antun iznenada dolazi u Zagreba pod izgovorom da je našao posao. Zlatko uspeva da ublaži Gabrijelin ispad u toku večere. |                    |                 |                    | |                    |
| 393 | 213                | "Epizoda 2.213" | Ljubo Lasić        | Nikolina Čuljak, Ivana Milković, Ivan Kovač, Milijan Ivezić, Tomislav Hrpka, Inge Privora, Alan Čubrilo i Ivana Mišetić                                                           | 28. јун 2006.      |
| Igoru i Filipi posao cveta. Stjepan i Zlatko se pripremaju za predizbornu tišinu, svako na svoj način, ali Zlatko odlučuje da uradi isto što i Stjepan kad shvati da njegov prvobitni način možda nije dobar za proslavu. Biserka dolazi kod Novakovih pa ona i Stjepan nude petri da ode kod lekara. |                    |                 |                    | |                    |
| 394 | 214                | "Epizoda 2.214" | Ljubo Lasić        | Nikolina Čuljak, Ivana Milković, Ivan Kovač, Milijan Ivezić, Tomislav Hrpka, Inge Privora, Alan Čubrilo i Ivana Mišetić                                                           | 29. јун 2006.      |
| Nikola otkriva ko je gazda tamo gde je Antun tobože dobio posao pa misli da se Antun sprema na najgore. Karolina sređuje sa Andreom da zajedno odu, ali naređuje svom čoveku da je zarobi u vinariji. Na sasvim običnom pregledu kod lekara, Petra doživljava najjači potres ikada kad joj lekar saopšti šta je krvna slika pokazala. |                    |                 |                    | |                    |
| 395 | 215                | "Epizoda 2.215" | Ljubo Lasić        | Nikolina Čuljak, Ivana Milković, Ivan Kovač, Milijan Ivezić, Tomislav Hrpka, Inge Privora, Alan Čubrilo i Ivana Mišetić                                                           | 30. јун 2006.      |
| Ishodi izbora su stigli i oni su dobri za jednog kandidata dok su loši za drugog. U jednom od štabova počinje da se slavi. U međuvremenu, Petra pokušava da preseče žile, ali je Karolina sprečava u tome, pa ona kreće da beži. Karolina je prati i njih dve završavaju u kolima koja sleću sa puta. |                    |                 |                    | |                    |